# 전간기의 전차

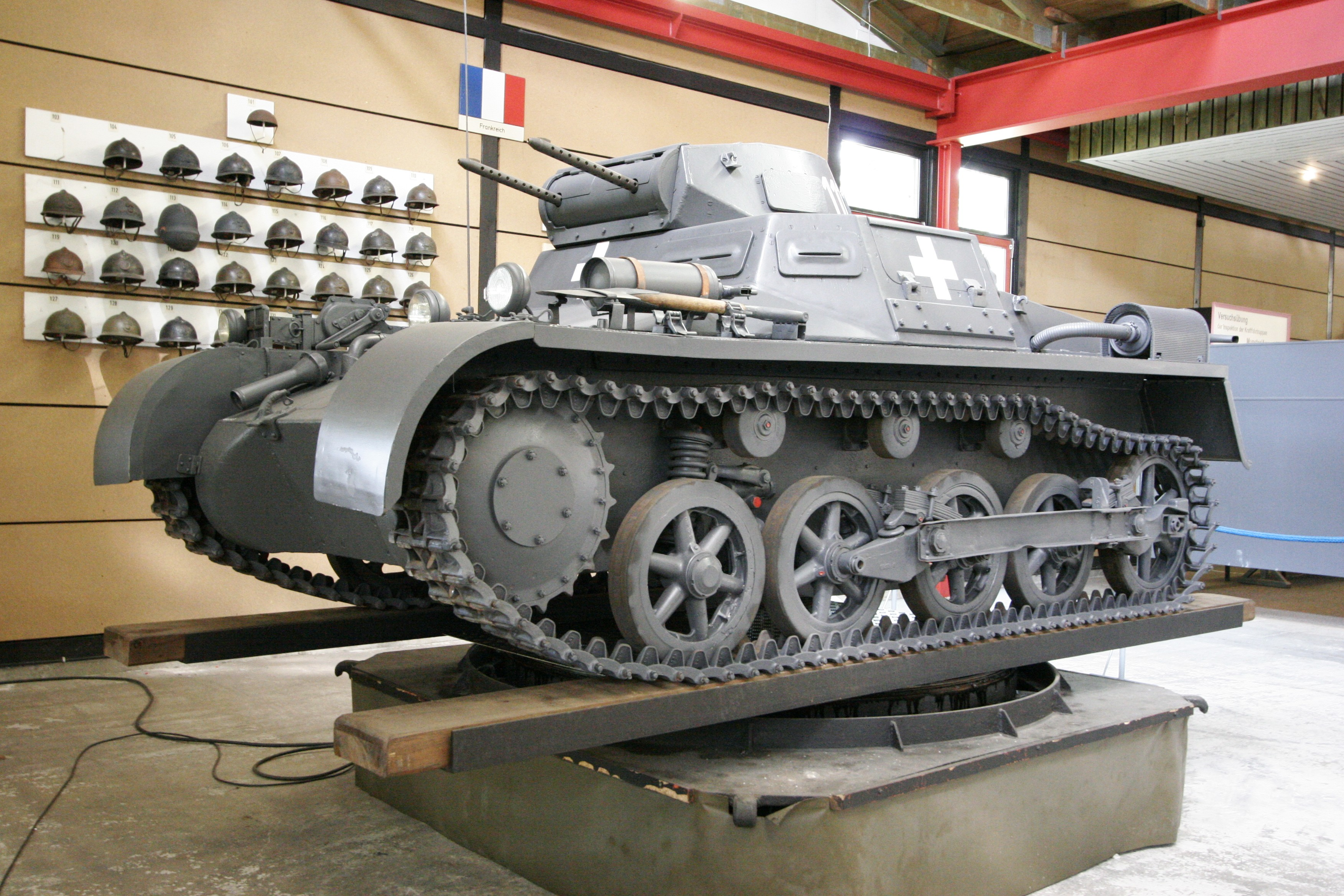
도이체스 판처무제움 뮌스터, 독일에 전시된 1호 전차 Ausf. A.

전차는 본래 제1차 세계 대전에서 참호전의 교착 상태를 극복하기 위해 설계되어 처음 배치되었다. 두 차례의 세계 대전 사이에 전차는 더욱 발전했다. 비록 전장에서 효과를 입증했지만, 설계하고 생산할 산업 자원을 가진 나라는 소수에 불과했다. 제1차 세계 대전 중과 그 이후에 영국과 프랑스가 전차 기술을 개척했으며, 이들의 모델은 일반적으로 다른 나라들의 청사진 역할을 했다. 그러나 이러한 초기 이점은 1930년대에 접어들면서 서서히 약화되어 소련과 그보다 덜하지만 나치 독일 쪽으로 기울어졌다.

## 일반적인 발전
1918년의 최종 전차 설계는 여러 발전의 영향을 받았으며 전차 설계의 여러 경향을 보여주었다. 그 한 예는 미영 합작 8형 전차로, 양국과 프랑스가 활용할 수 있는 중전차 설계로 구상되었다. 이 전차의 목적은 초기 영국 중전차의 한계를 해결하는 것이었다.
8형 전차는 길이 10미터(34피트), 무게 37톤이었다. 300마력(224킬로와트) V-12 엔진으로 구동되며 험난한 지형에서 시속 11킬로미터(7마일)의 최고 속도를 낼 수 있었다. 이 전차는 단 100대만 제작되었다. 이후 거의 모든 전차의 표준을 세운 것은 더 가벼운 르노 FT-17이었다. 이 전차는 낮은 궤도 프로필과 더 작아진 차체, 그리고 포탑 장착 무기 시스템을 특징으로 했다.
전 세계적으로 여러 유형의 전차가 고려되었고, 개발 노력의 상당 부분은 주로 보병을 상대하거나 식민지 경찰 유형의 작업에 유용한 경전차에 집중되었다. 1920년대와 1930년대의 전 세계적인 경제난은 중형 또는 중전차보다 생산 비용이 훨씬 저렴한 경전차에 대한 강조를 증가시켰다. 그러나 스페인 내전은 전차 대 전차 교전과 전차 대 견인 대전차포 교전이 미래 전차전의 주요 고려 사항이 될 것임을 보여주었다. 전차가 중장갑을 갖추고 더 큰 포를 탑재해야 한다는 것이 분명해졌다. 이전에 장애물 통과만을 고려했던 전차의 형상은 이제 스텔스에 유리한 낮은 차체와 중량 절감 사이의 타협이 되었다.
영국에서는 전차전의 미래에 대한 많은 연구가 이루어졌으며, 몇 가지 차이점이 있었다. J.F.C. 풀러와 바실 리델 하트 둘 다 모든 병과, 즉 보병, 전차, 포병이 기계화되는 전쟁을 예측했지만, 풀러의 이론은 포병, 보병, 공병이 전차와 보조를 맞추기 위해 유사한 차량에 탑승하는 모든 병과 편성을 살펴보았다. 그는 적의 방어를 돌파하기 위해 중무장한 모든 병과 편성을 사용하는 군대를 예측했으며, 이를 통해 더 가볍고 빠른 부대가 신속하게 진격하여 적이 방어를 재구축할 여유를 주지 않을 것이라고 보았다.
리델 하트는 장갑차량이 자체 지원 보병을 운반해야 한다고 보았는데, 이는 현대 전함이 자체 해병대를 운반하는 것과 유사하다. 그는 또한 간접 공격을 사용하여 모든 방어선을 효과적으로 우회하는 것을 제안했다. 1920년대 후반에 영국군은 실험 기계화부대를 창설하여 이러한 이론을 시험하고 항공기 사용을 포함하여 모든 병과 편성을 관리하고 통제하는 기본 문제를 연구했다.
이 부대에 소속된 많은 부대는 북아프리카에 파견되었고, 그곳에서의 경험은 동아프리카 전역에서 영국의 성공과 웨이벌 장군의 서부 사막 전역에서의 초기 성공에 큰 역할을 했다. 영국은 세 가지 유형의 전차를 사용했다: 보병을 지원하는 '보병전차', 빠른 기동 교전 및 정찰을 위한 '순항전차', 그리고 정찰, 호위 및 내부 보안을 위한 '경전차'.
미국에서는 존 월터 크리스티가 그의 혁신적인 크리스티 서스펜션 시스템을 기반으로 일련의 고속 전차를 개발했다. 이는 그의 전차에 대형 항공기 엔진을 장착하여 달성한 매우 높은 중량 대비 출력 비율과 결합되었다. 비록 그의 시제품들은 매우 빠른 속도를 낼 수 있었고, 일부 경우 공중 수송 가능하도록 설계되었지만, 미국 육군 병기단과의 분쟁과 높은 가격(미군이 지불할 용의가 있는 가격에 비해)으로 인해 미국에서는 생산되지 못했다.
그러나 크리스티의 시제품들은 소련에 의해 구매되어 BT 전차로 개발되었고, 결국 제2차 세계 대전 직전에는 유명한 T-34로 이어졌다. 러시아 군사 훈련에서 풀러가 관찰한 BT 시리즈의 성공은 영국이 "트랙터"로 수입된 크리스티 M1931 전차를 구매하게 만들었고, 이는 A13 4형 순항전차, 크루세이더 등 영국 순항전차 설계에 크리스티의 서스펜션이 통합되는 결과로 이어졌다.
오늘날 전차라는 아이디어가 여러 군대의 지도부로부터 왜 그렇게 저항을 받았는지 이해하기 어려울 수 있다. 부분적으로는 전체 자동차 산업이 초기 단계였기 때문이다. 전차는 1930년대 초까지도 신뢰할 수 없고 문제가 많은 장비로 간주되었다. 약한 엔진, 불량한 변속기, 취약하고 수명이 짧은 궤도가 이러한 평판에 기여했다.
그렇지 않으면 이해하기 어려운 '전통적인' 군 지도부의 전차에 대한 저항은 이러한 관점에서 부분적으로 이해될 수 있다. 50마일 이동 중 기계 고장으로 대부분의 차량을 잃는 전차 대대는 전투에서 신뢰할 수 있는 자산이 아니다. 빅커스 6톤 전차의 국제적인 성공은 설계의 탁월함보다는 높은 신뢰성 때문이었다. 그러나 10년이 지나면서 엔진, 변속기, 궤도 모두 개선되었다. 제2차 세계 대전이 시작될 무렵에는 신뢰할 수 있는 엔진과 변속기, 그리고 고속 서스펜션 설계가 모두 가능해졌다.
전간기 마지막 경향은 제조 방법의 변화였다. 프랑스는 총포 방패, 포탑, 그리고 결국 SOMUA S35와 함께 전체 전차 차체를 형성하기 위해 매우 큰 주조물 사용을 개척했다. 주조물의 광범위한 사용은 미국과 소련에 의해 모방되었고, 영국에서는 그 정도가 덜했다. 주조는 탄도학적으로 잘 형성된 부품을 빠르게 제조할 수 있게 한다. 독일은 대형 주조 부품을 거의 사용하지 않았고, 주조를 총포 방패와 같은 소형 품목에 제한했다.
용접은 압연 장갑판을 고정하는 수단으로 점차 리벳과 볼트를 대체했다. 리벳은 적의 사격에 맞으면 떨어져 나가 추가적인 승무원 사상자를 발생시킬 수 있다. 독일과 소련이 용접 분야에서 앞장섰지만, 미국도 바짝 뒤를 따랐다. 리벳과 볼트는 헝가리, 일본, 이탈리아와 같은 일부 국가에서, 그리고 영국에서는 제2차 세계 대전이 끝날 때까지도 사용되었다.
마지막으로, 미국과 소련은 빠른 생산을 위해 설계를 합리화하여 가치가 거의 없는 불필요한 구성 요소나 제조 단계를 제거하는 데 앞장섰다. 반대로 프랑스와 독일의 전전(戰前) (심지어 전시) 전차는 전투 가치에 비해 비용이나 제조 복잡성을 증가시키는 기능을 자주 포함했다.

## 영국

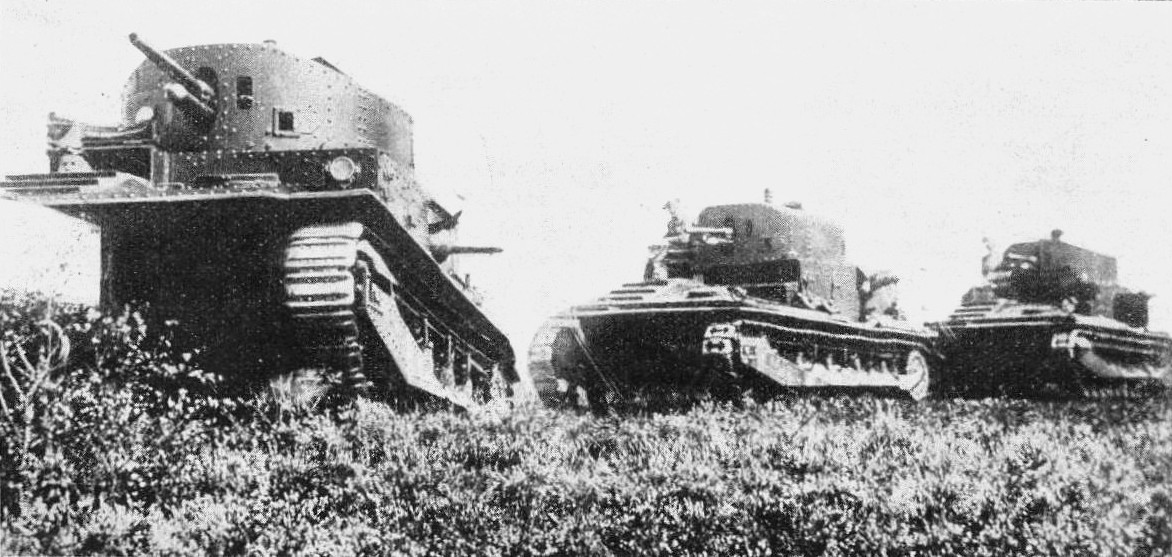
1930년 영국에서 훈련 중인 빅커스 중형전차 마크 II 전차.

제1차 세계 대전 이후 영국에서는 장갑차량과 관련된 많은 실험이 수행되었다. 가장 중요한 진전은 서스펜션, 궤도, 통신 및 전장에서 이들 차량의 조직화 영역에서 이루어졌다. 특히 빅커스의 영국 설계는 1930년대와 초기 제2차 세계 대전의 가장 일반적인 전차들의 기반이 되었다. 빅커스 6톤 전차는 폴란드의 7TP, 소련의 T-26의 기반이 되었으며, 이탈리아의 M-11 및 M-13 시리즈와 체코의 LT-35에 큰 영향을 미쳤다. 6톤 빅커스 전차는 영국 육군에 채택되지 않았다.

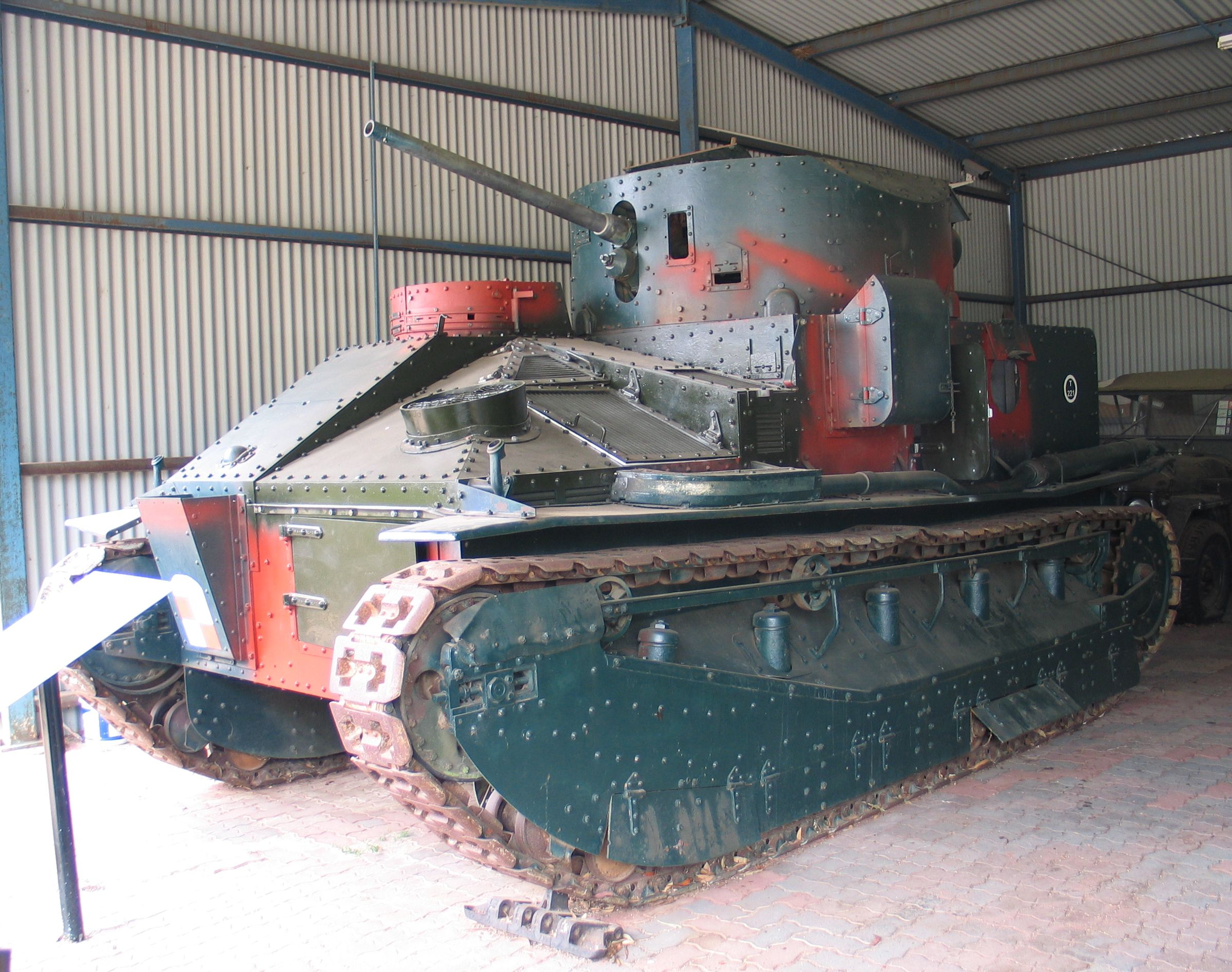
빅커스 중형전차 마크 II 전차

제1차 세계 대전 전차의 장점 일부를 훨씬 빠른 전차에 결합한 빅커스 중형전차 마크 II는 FT처럼 완전 회전 포탑을 상단에 장착하고, 동축 기관총과 함께 이중 용도 3-파운더 포 (고폭탄과 대전차탄 모두 발사 가능)를 장착했다. 또한 무전기, 차체 전방의 기관총 사수 위치, 그리고 제한적인 경사장갑 사용도 특징이었다. 이 전차들 중 일부는 제2차 세계 대전에서 사용되었지만, 이후 전차 설계에 활용된 기능들로 인해 더 중요했다.
빅커스 카든-로이드 기관총 운반차는 수출을 통해 준전차 개념에 영향을 주었고, 이는 소련의 T-27, 이탈리아의 CV-33, 독일의 1호 전차 및 기타 유사한 설계로 이어졌다.
빅커스 A1E1 '인디펜던트'는 1925년에 제작된 대형 중전차였다. 주 포탑 하나와 네 개의 작은 포탑을 가지고 있었다. 이 설계 개념은 나중에 소련의 T-28 및 T-35 전차와 독일의 노이바우파르초이크에 사용되었다.

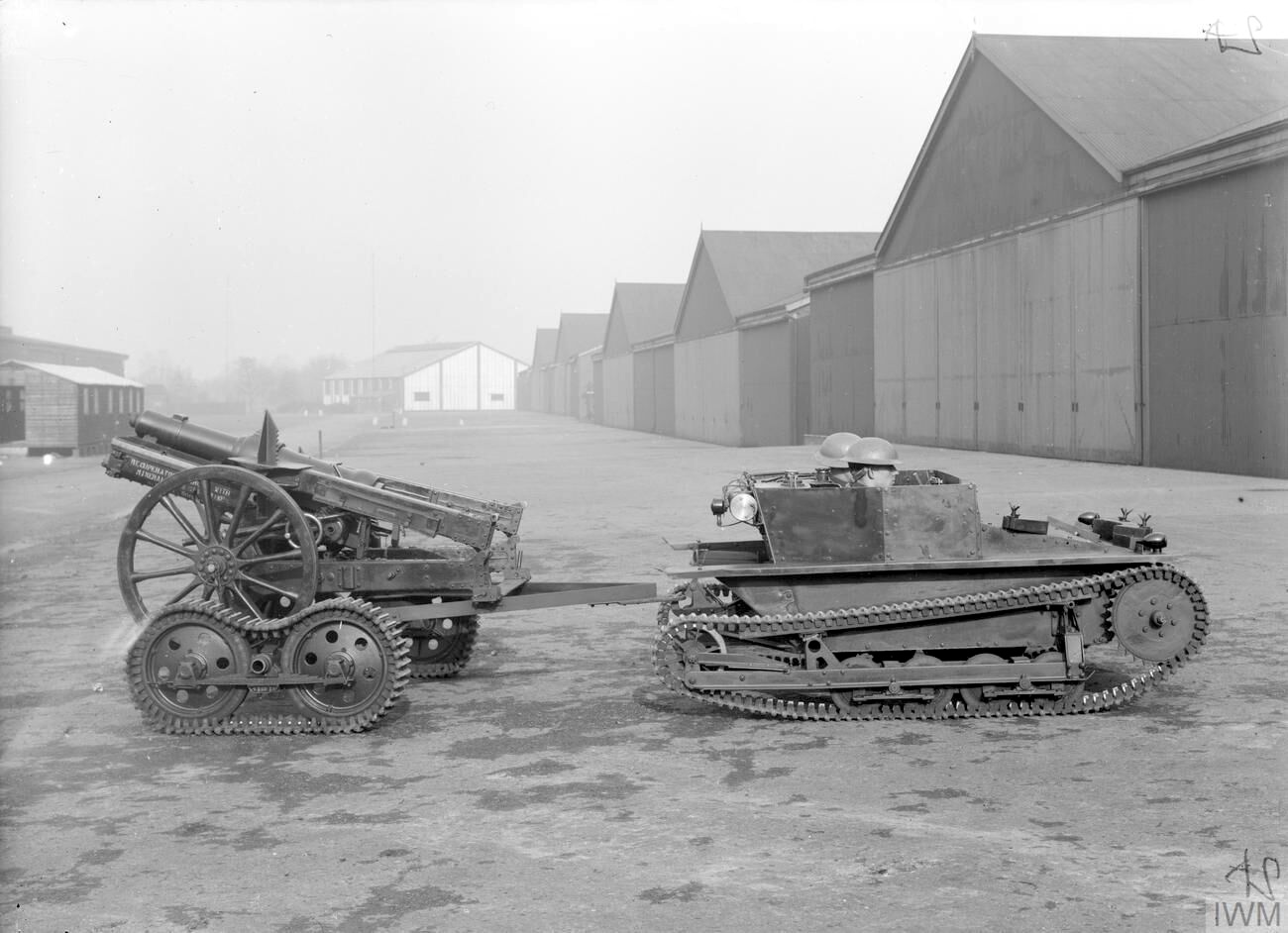
카든 로이드 탱케트가 곡사포를 견인하는 모습

기병 기능을 장갑차량으로 대체하는 것을 주장한 인물은 리델 하트와 풀러였다. 그들의 반대자들은 그들이 모든 전차로만 구성된 전투 병력의 지지자라고 (실수로든 의도적으로든) 잘못 해석했지만, 그들의 견해는 포병과 보병도 그들이 옹호하는 전차만큼 빠르고 기동성을 갖추기 위해 기계화되어야 한다고 명시했으며, 실험은 중단되었다.
영국 육군은 1920년대 후반에 실험 기계화부대를 창설했다. 이것은 전차 및 기타 차량의 사용을 실전 테스트하기 위해 개발된 소규모 여단 규모의 부대였다. 이 부대는 널리 분산된 소규모 부대를 통제하기 위해 무전기를 광범위하게 사용하는 것을 개척했지만, 상대적으로 단명했다.

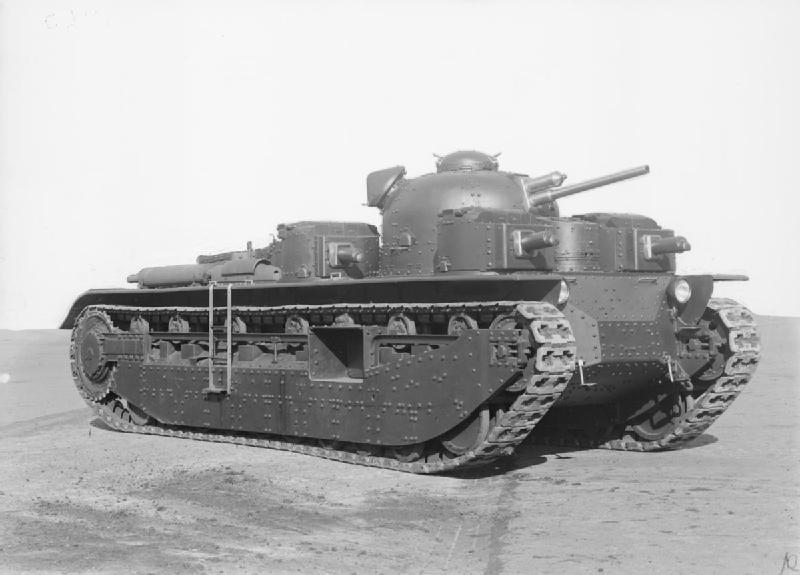
빅커스 A1E1 "인디펜던트"

1930년대에 이르러 영국의 실험과 전략적 상황은 경전차, 순항전차, 보병전차의 세 가지 주요 유형으로 구성된 전차 개발 프로그램으로 이어졌다. 보병전차는 하차 보병을 지원하는 임무를 맡았다. 최대 속도 요구 사항은 소총병의 보행 속도와 일치했으며, 이들 전차의 장갑은 견인 대전차포에 대한 면역력을 제공하기에 충분히 두꺼울 것으로 예상되었다. 무장은 적의 기관총 진지와 벙커를 제압하거나 파괴하기에 충분해야 했다. 순항전차는 보병과 비교적 독립적으로 작동하며 추격과 활용이라는 전통적인 기병 역할을 맡았다. 이는 순항전차 설계가 뛰어난 속도를 갖게 만들었다. 이를 달성하기 위해 이들은 경장갑이었고 대전차 무장을 탑재하는 경향이 있었다. 경전차는 정찰 및 경찰 유형의 식민지 역할에 할당되었으며, 저렴함이 주요 설계 요소였다. 빅커스는 비용을 절감하고자 하는 영국 육군이나 해외 군대에 판매될 일련의 경전차를 제작했다.

## 프랑스
프랑스는 매우 다양한 전차를 사용했으며, 독특한 유형도 많았다. 프랑스는 소련에 이어 세계에서 두 번째로 큰 전차 생산국이었다 (제2차 세계 대전 중 프랑스 장갑 전투 차량 생산량 참조). 이들의 순항전차 계열은 오늘날 주력전차라고 불리는 역할을 수행했다. 또한 중전차 설계와 정찰 및 보병 지원을 위한 여러 경량 유형도 배치했다. 이러한 유형 외에도 초중량 돌파 전차 (FCM F1)도 개발 중이었다. 프랑스는 독립적인 전차 병과를 두지 않았다. 모든 전차는 보병이나 기병에 속했다.
- 보병 전차 (Chars)

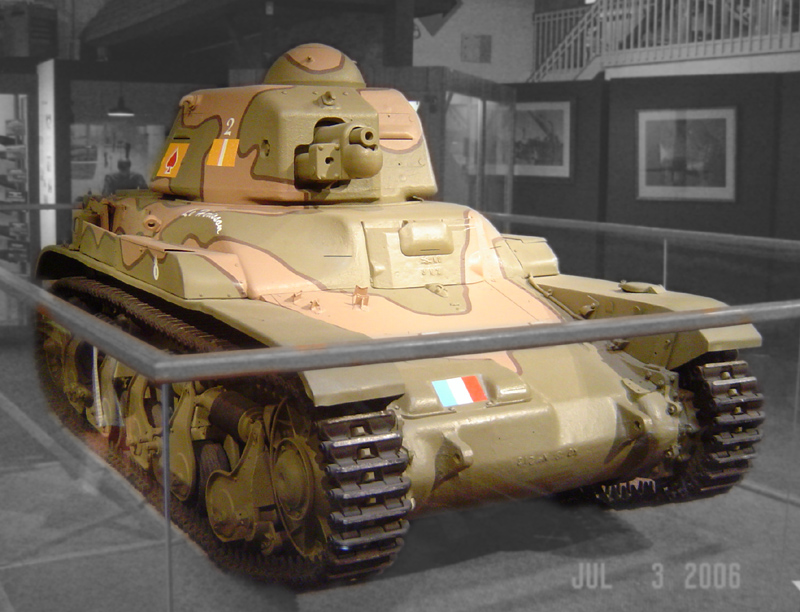
프랑스 르노 R35 전차

  - 경전차 (Chars Légers): 다른 국가의 경전차와 일반적으로 유사하지만, 정찰보다는 보병 지원용으로 더 많이 사용될 의도였으며, 따라서 다른 많은 경전차보다 장갑은 더 두꺼웠지만 속도는 더 느렸다. 르노 R35가 가장 흔한 유형이었으며, 미래 지향적인 FCM 36은 소수만 생산되었다. R35는 루마니아와 폴란드를 포함한 여러 동유럽 국가에도 수출되었다.
  - 중형 전차 (Chars de Bataille): 이들은 실제로 특화된 돌파 전차로 의도되었다 (샤르 D1, 샤르 D2, 샤르 B1).
  - 중전차 (Chars Lourds): 제1차 세계 대전 시대의 샤르 2C만이 이 등급에서 운용되었으며, 이로 인해 돌파 역할은 Chars de Bataille에 위임되었다.
- 기병 전차 (Automitrailleuses): 이 등급은 다른 전차 설계의 화력과 방호력 외에 속도에 중점을 두었으며, 대전차 및 대인 작업 모두를 위해 의도되었다. 법적으로 모든 전차(Chars)는 보병에 속해야 했으므로, 기병은 자군 전차를 Automitrailleuses라고 불렀다. 여기에는 호치키스 H35가 포함되었다.
  - 기갑 전투 전차 (AMCs 또는 Automitrailleuses de Combat): 속도를 위해 일부 장갑을 희생한 중형 전차로, 보병 전차와 유사한 무장을 가졌다 (AMC 34, AMC 35, SOMUA S35).
  - 기갑 정찰 전차 (AMRs 또는 Automitrailleuses de Reconnaissance): 본질적으로 경전차 (AMR 33;AMR 35)이지만, 특히 일반적인 수색정찰 및 보안망 유지를 위해 의도되었다. 그러나 특화된 정찰은 AMD 또는 Automitrailleuses de Découverte에 의해 수행되었으며, 일반적으로 장갑차나 반궤도차였다.

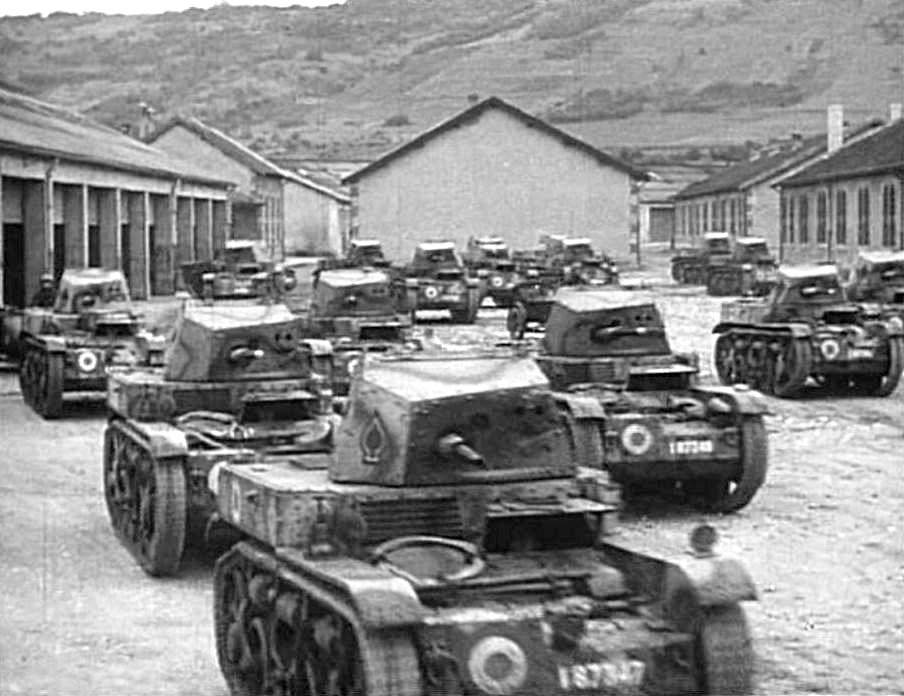
프랑스 4e RDP, 1re DLM 소속의 13.2mm 무장 AMR 35들.

르노 FT-17은 수명이 길어 제2차 세계 대전과 심지어 이후 인도차이나에서도 사용되었다. 중국 내전 중 중국에서도 사용되었으며, 이 전차의 변형은 중국 침략 시 일본에 대항하는 쪽과 일본 모두에 의해 사용되었다. 많은 수가 스페인 내전 중 공화파와 민족주의파 양쪽의 손에 들어갔다. 볼셰비키와 백군 모두 러시아 혁명에서 사용했고, 나중에는 핀란드군이 소련군에 대항하여 사용했다. 프랑스는 제2차 세계 대전 직전까지 FT를 수출했다. 이 설계는 이탈리아에 의해 피아트 3000으로, 소련에 의해 T-18로 개발되기도 했다.
1930년대 중반까지 프랑스 육군은 노후화된 FT 전차대를 보병 및 기병 지부의 경전차, 중형전차, 중전차의 혼성 병력으로 교체하고 있었다. 보병 경전차에는 르노 R 35가 포함되었는데, 이는 매우 작은 크기, 2인 승무원, 짧은 37mm 포 무장을 갖춘 FT 개념을 상당히 밀접하게 따랐다. 그러나 장갑이 두꺼웠다. R 35는 주로 독립 전차 대대를 장비하는 데 사용되었는데, 이는 군 수준에서 할당된 장갑 예비대로 돌파 작전 시 보병 사단을 강화하기 위한 것이었다. 프랑스 보병 사단은 일반적으로 자체 전차 부대를 보유하지 않았다. R 35는 폴란드와 루마니아로 수출되었다. 기병은 동일한 37mm 포로 무장한 유사한 호치키스 H 35와 AMR 35와 같은 경정찰 전차를 보유했다.
프랑스는 또한 1930년대 최고의 전차였을지도 모르는 SOMUA S35를 생산했다. 이 전차는 전투의 활용 단계를 수행해야 하는 기병의 장갑 사단에 장비되었으며, 독일의 PzKpfw IV Ausf. F2와 소련의 T-34가 등장하기 전까지는 아마도 장갑, 화력, 기동성의 최상의 조합이었을 것이다. S 35는 당시 운용 중인 모든 전차를 파괴할 수 있는 긴 47mm 포와 두꺼운 주조 장갑, 그리고 빠른 속도를 가지고 있었다.

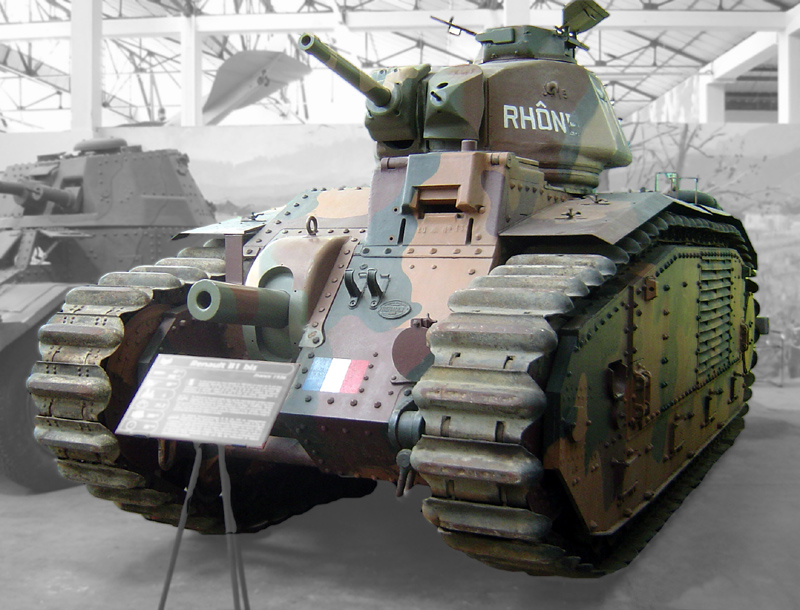
소뮈르의 기갑 박물관에 있는 B1 비스

프랑스 샤르 드 바타유 B1 전차는 매우 강력한 전차로, 두꺼운 주조 및 리벳 장갑, S 35와 동일한 긴 47mm 포, 그리고 차체 장착 75mm 곡사포를 가지고 있었다. 모든 B1 전차는 무전기를 장착했으며, 이 전차는 대부분의 전차와 견인 대전차포에 거의 무적이었다. 이들은 특화된 돌파 부대인 보병의 기갑 사단에 장비되었다.
일반적으로 1930년대 프랑스 전차는 외국의 설계에 거의 영향을 받지 않은 잘 장갑화되고 혁신적인 차량이었다. 그러나 경전차는 화력이 부족했으며 거의 모든 프랑스 전차는 1인 포탑 때문에 제 기능을 발휘하지 못했다. 심지어 자랑스러운 B1 전차도 차량을 지휘하고 주포를 조준하며 주포를 장전하는 임무를 맡은 전차장이 있었다. 그가 소대장이나 중대장이라면, 다른 부대를 통제하는 추가적인 임무도 있었다.
이러한 과중한 임무는 압도적이었고, 전차의 효율성을 크게 떨어뜨렸다. 경전차에 무전기가 없다는 것은 큰 단점으로 여겨지지 않았는데, 프랑스 교리가 계획에 면밀히 따르는 느리고 신중한 기동을 요구했기 때문이다. 이는 워게임에서 우수하다는 것이 입증된 "체계적 전투" 개념이었다. 소규모 부대 지휘관의 역할은 계획을 실행하는 것이지 전투에서 주도권을 잡는 것이 아니었다.
이는 저급 지휘관 수준에서의 주도권과 의사 결정을 강조하는 독일 교리(아우프크락스타크틱)와 거의 정반대였다. 1939년 유연성을 개선하고 무전기 수를 늘리기 위한 늦은 노력이 이루어졌다.
에스티엔과 후대의 샤를 드골의 견해에도 불구하고, 프랑스 참모본부는 보병과 기병 전차 간의 업무 분담으로 인해 전차 사용에 관한 효과적인 군사 교리를 정의하는 데 실패했다. 프랑스 공방전에서 독일군보다 수적 및 장갑 면에서 우위였음에도 불구하고, 프랑스 전차는 충분히 효과적으로 사용되지 못했다. 보병 전차는 전투의 돌파 단계에서만 효과적이었고, 따라서 이동 예비대로서는 쓸모가 없었다. 아이러니하게도 보병과의 협력은 미흡했다. 기병 부대만으로는 수가 너무 적었다.
프랑스의 함락 이후, 샤르 G1과 같은 새로운 설계 작업은 공식적으로 중단되었지만, 일부 비밀리에 설계가 이루어졌다. 프랑스 해방 이후, 도입된 다음 전차는 ARL 44 중전차였는데, 이는 제2차 세계 대전에 참전하기에는 너무 늦었지만, 전후 한동안 사용되었다.

## 이탈리아
이탈리아는 프랑스의 르노 FT-17을 수입하고 약간 개량된 복제품인 피아트 3000을 생산했다. 이탈리아 자체 설계로는 20mm 브레다 기관포와 리벳 구조를 가진 매우 작은 경전차인 L6/40이 있었다. 빅커스 6톤 전차를 기반으로 한 중형전차는 M-11-M13 시리즈였다. 이 전차는 매우 훌륭한 47mm 포를 가졌지만, 장갑이 매우 얇았다. 이탈리아는 또한 빅커스-카든-로이드 개념을 기반으로 한 많은 수의 CV-33 및 CV-35 준전차를 생산했다.

## 소련

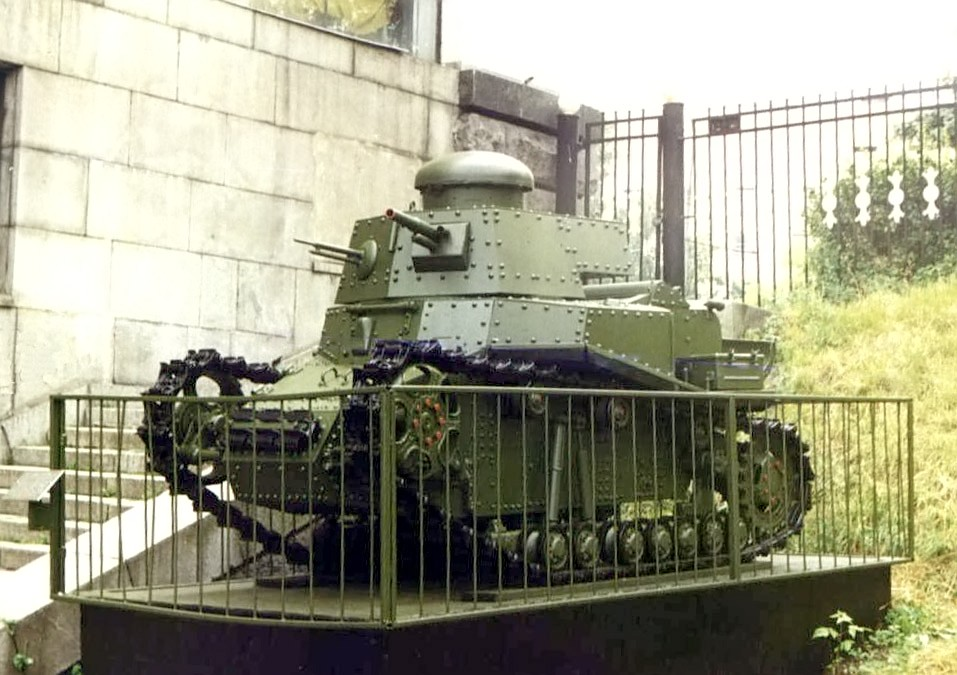
T-18 경전차

소련의 전차 설계 및 생산 노력은 러시아 내전과 소련 산업의 성장에 영향을 받았다. 내전 기간 동안 장갑열차와 포병열차의 사용이 흔했다. 이는 일부 서방 국가에 비해 전차와 장갑차에 대한 더 큰 관심을 불러일으키는 경향이 있었다. 5개년 계획 하에 소련의 중공업이 급속도로 성장하면서 대규모 전차 함대가 가능해졌다.
초기에 소련이 보유한 전차와 장갑차는 르노 FT-17 수입품과 내전 시 남겨진 소수의 영국 전차들이 혼합되어 있었다. 최초의 소련 전차인 T-18 (때로는 MS-1이라고도 불림)은 FT의 상당히 근접한 복사본이었으나, 개선된 서스펜션과 더 큰 포탑을 가지고 있었다. 스탈린의 산업화와 기계화에 대한 열정은 공격적인 군사 개발 프로그램을 추진했고, 그 결과 1930년대 후반까지 모든 국가 중 단연 가장 크고 광범위한 전차 재고를 보유하게 되었다.
1926년, 라팔로 조약의 비밀 부속서에 따라 소련과 독일은 카잔에 합동 전차 학교를 설립했는데, 이는 베르사유 조약에 따라 불법이었다. 양국은 이 협력 사업을 통해 전차 설계와 전술에 대해 많은 것을 배웠다. 독일은 소련 중공업의 기계화에 대한 조언을 제공했고, 붉은 군대의 전문성 함양에 기여했다. 1929년부터 실험 기계화 여단이 창설되어 외국 전차, 장갑차, 트랙터, 트럭을 사용하여 합동 무기 전술을 훈련하고 개발했다.
소련은 또한 수천만 달러를 미국 장비와 기술에 투자하여 수십 개의 자동차 및 트랙터 공장을 현대화했으며, 이는 나중에 전차와 장갑차를 생산하게 된다.

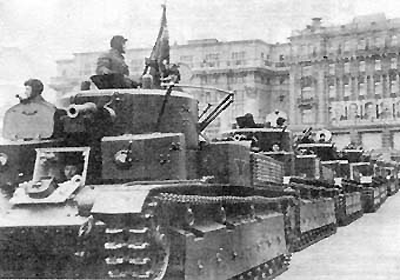
다포탑 T-28 중형전차. T-28은 보병 지원 전차로 설계되었으며 요새를 돌파하는 데 사용되었다.

외국 전차와 수입 시제품의 혼합 병력을 기반으로, 소련은 인상적인 자체 설계 및 생산 능력을 개발했다. T-26 경전차는 빅커스 E (당시 다른 많은 전차들도 그랬듯이)를 기반으로 했으며, 소련 FT 파생형과의 시험에서 승리한 후 선택되었다. 소련은 일부 미국 크리스티 M1930 전차 시제품을 구매하여 BT 시리즈 고속 전차를 개발했다. 또한 더 무거운 다포탑 T-28 중형전차와 거대한 T-35를 개발했는데, 이들은 빅커스 A1E1 인디펜던트의 설계 전제를 따랐다. 1930년에서 1940년 사이에 생산된 전차 중 97%는 외국 설계의 동일한 복사본이거나 매우 밀접하게 관련된 개량형이었다. 특히 소련 설계자들이 이러한 외국 설계에 적용한 주요 개선점은 화력의 증가였다. 1935년까지 붉은 군대는 "…전 세계를 합친 것보다 더 많은 장갑차와 더 많은 전차 부대를 보유했다." (Zaloga 1984, p. 107)

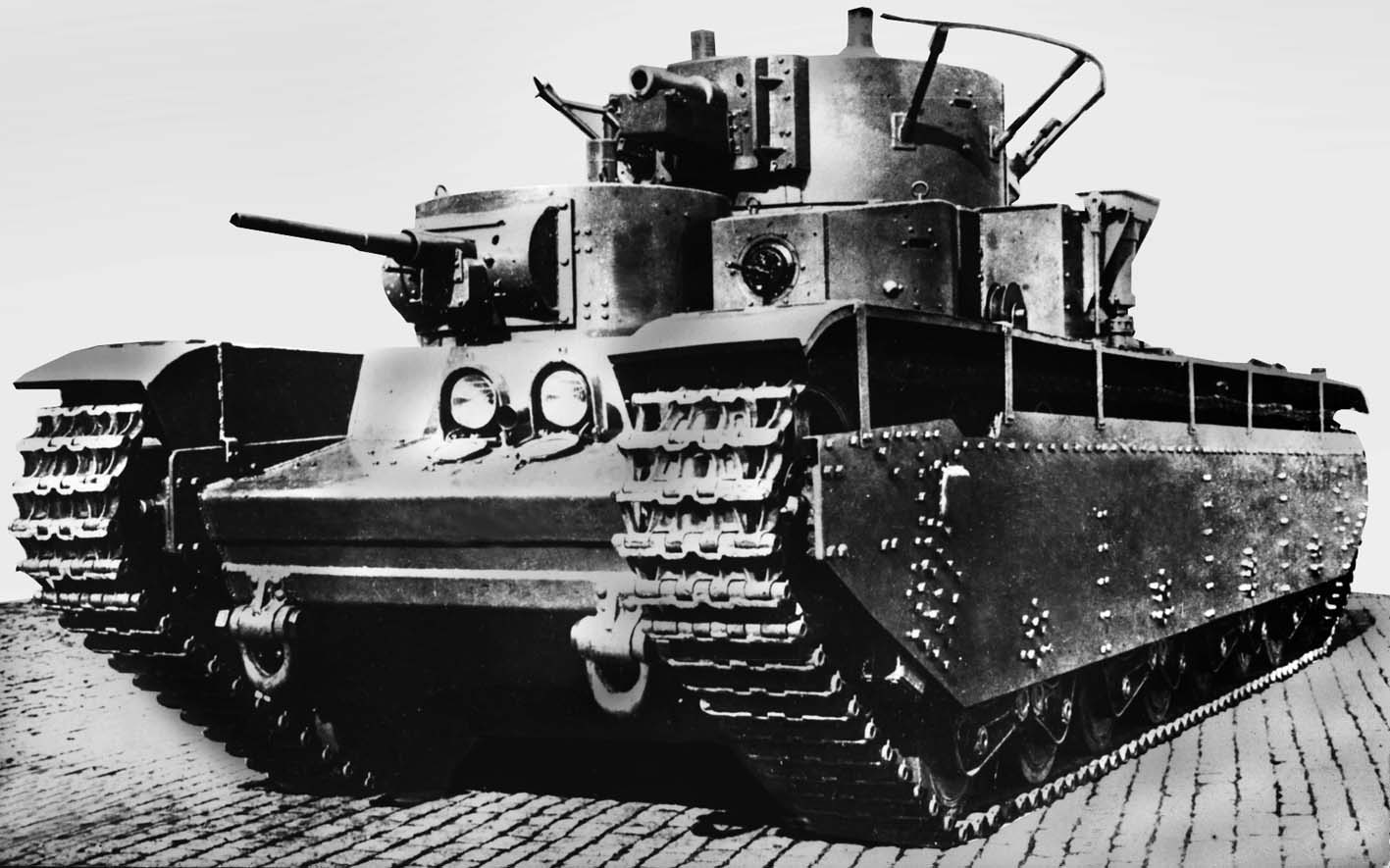
소련의 T-35 전차. 이 전차는 5개의 포탑을 가지고 있으며, 3개는 포를, 2개는 기관총을 장착하고 있다.

그러나 1937년부터 1941년까지 붉은 군대의 장교단, 장갑차 설계국, 공장 지도부는 스탈린의 대숙청에 의해 파괴되었다. 약 54,000명의 장교들이 숙청되었다. 군사 지식은 완전히 정체되었고 장갑차 생산은 급격히 감소했다 (여전히 세계 최대 규모였지만). 훈련과 준비 태세는 매우 낮은 수준으로 떨어졌다. 이러한 탄압은 전쟁 직전까지 계속되었다.

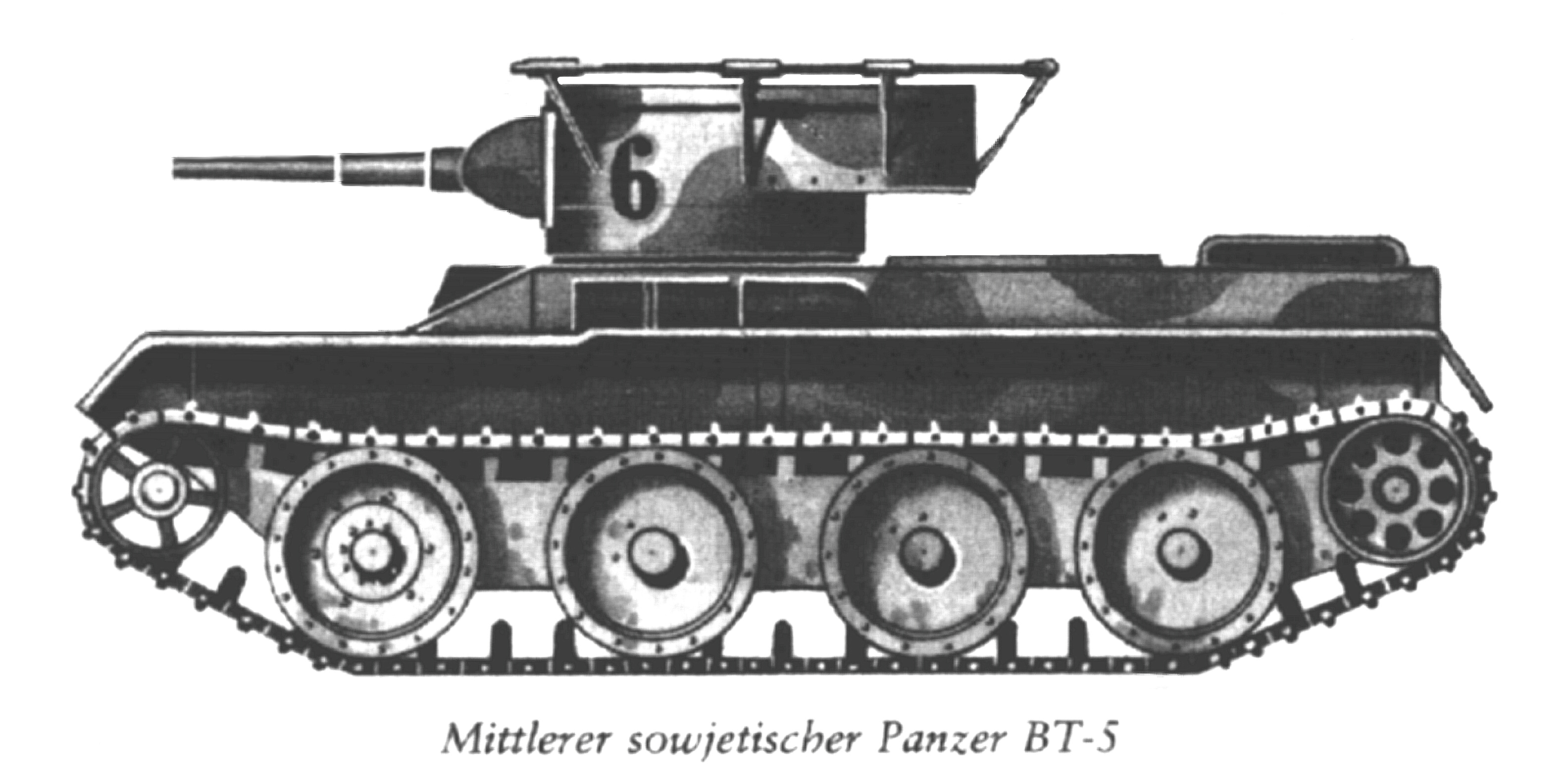
BT-5 고속전차; BT 시리즈는 T-34의 개발로 이어졌다.

스페인 내전에 소련 '자원병' 전차 부대가 참여한 것은 제2차 세계 대전을 위한 소련 전차 설계를 형성하는 데 결정적이었다. 소련 전차는 스페인에서 화력 덕분에 외국 경쟁자들을 압도했지만, 당시 대부분의 전차와 마찬가지로 얇은 장갑 때문에 보병 부대에 공급되는 새로운 견인식 대전차포에 취약했다. 이 발견은 새로운 세대의 소련 전차로 직접 이어졌다.
제2차 세계 대전 직전까지 소련은 세계 최고의 전차(전반적으로 한 세대 앞서 독일 국방군에게 충격을 주었던 T-34와 KV-1을 포함하여)를 보유하고 있었다. 그러나 대부분의 붉은 군대 부대의 열악한 훈련과 준비 상태는 1941년 독일의 소련 침공인 바르바로사 작전의 초기 단계에서 거대한 소련 기계화 군단의 치명적인 패배로 이어졌다. 일반적으로 우수한 장비를 갖추고 있었음에도 불구하고 붉은 군대의 작전 능력과 기계화된 병참 지원은 열등했다.

## 체코슬로바키아

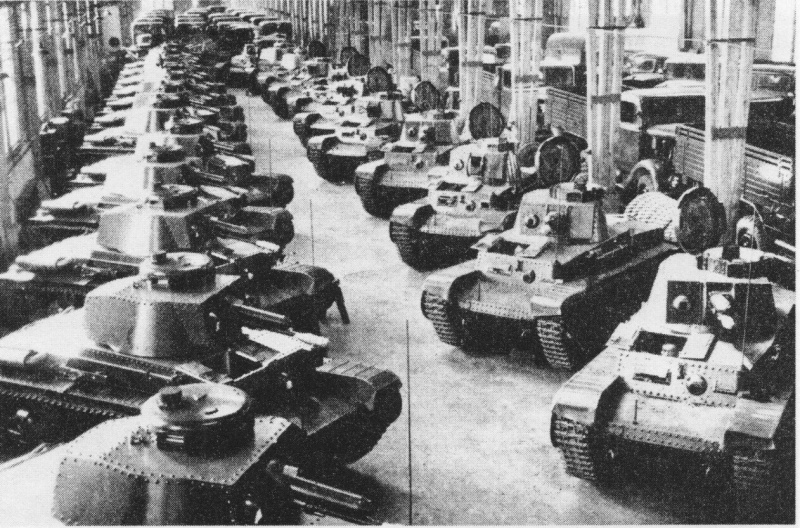
스코다 웍스에 있는 LT vz. 35 전차들

체코슬로바키아 육군은 1930년에 카든-로이드 탱케트 세 대와 그 생산 면허를 구입했으며, ČKD는 같은 해에 미래 주문을 위한 시제품으로 네 대를 제작했다. 카든-로이드는 가을 훈련에서 평가되었고 수많은 문제점을 드러냈다: 승무원들은 좁은 슬릿을 통해 시야가 매우 좋지 않았고, 기관총은 사계가 매우 좁았으며, 승무원들은 의사소통에 어려움을 겪었다. 게다가, 그들은 느리고, 출력이 부족했으며, 자주 고장났다.
P-1 시제품 중 하나는 이러한 문제를 해결하기 위해 모든 방향으로 추가적인 시야 구멍, 내부 탄약 저장고, 그리고 기관총의 사계가 60도로 증가하도록 재건축되었다. 1931-32년 동안 광범위하게 시험되었고 그 결과 몇 가지 다른 변경이 이루어졌다. 장갑은 6mm에서 8mm로, 9mm에서 12mm로 증가했으며, 운전수를 위한 고정 기관총이 추가되었다.
다른 두 시제품도 동일한 표준으로 재건축되었다; 세 대 모두 1933년 10월 17일 육군에 공식적으로 승인되었다. 70대에 대한 주문은 1933년 4월 19일에 이루어졌으며, 모두 1934년 10월까지 인도되었다. 스코다 T-21 (원래 명칭은 스코다 Š-IIc)은 스코다의 IIc 육군 등급 (일반 용도의 중형 전차)에 대한 기여였으며 프라가 V-8-H의 직접적인 경쟁자였다.
1930년대 초반에 프라가와 스코다 (체코슬로바키아 육군 계약뿐만 아니라 수출과 관련하여도 주요 경쟁사)는 몇 가지 성공적인 경전차(LT-35, 이후 LT-38)를 설계했지만, 두 회사 모두 프라가 P-IIb와 스코다 Š-IIb와 같은 몇 가지 실패적인 보병 지원 전차 설계를 생산했다. 그 후 두 회사는 협력하여 ŠP-IIb로 지정된 공동 보병 전차 프로젝트를 설계했다. 그러나 두 회사 모두 IIb/IIc 범주 시제품을 자체적으로 계속 작업했다. 이러한 개인적인 시도는 나중에 프라가 V-8-H와 스코다 T-21이 되었다.
T-21의 주요 설계 작업은 1936년 9월부터 시작되었다. 첫 번째 시제품은 1937년 5월에 완성되었으며, 1937년 5월의 첫 번째 변형은 원래의 Š-IIc였다. 엔진 개발이 지연되어 시제품에는 (시간 절약을 위해) Š-III 돌파 전차 시제품용으로 원래 의도되었던 190마력 13리터 V6 엔진이 장착되었다. 1937년 9월, V6 엔진은 제거되고 원래 의도되었던 스코다 엔진이 장착되었다. 그러나 여전히 시험에 실패하여 11월에 중단되었고, 이는 T-21의 1차 개발 단계의 끝을 알렸다.
그 무렵 국방부 위원회는 육군에 적합한 체코슬로바키아 중형 전차를 찾고 있었지만, Š-IIc는 1938년 6월 육군 시험 기한을 맞추지 못했고, 그 결과 T-21은 잠재적인 체코슬로바키아 육군 중형 전차로서의 끝을 맞았다. 어쨌든, 독일의 체코슬로바키아 점령 이후에는 최소한 독일의 동의 없이는 더 이상 불가능했다.
점령 초기 몇 달 동안 독일 대표단은 스코다 공장을 방문했으며, Š-IIc 시제품으로 시험이 수행되었는데, 1939년 5월 22일까지 독일 명명법 원칙에 맞춰 스코다 T-21 (T = 전차, 2 = 중형, 1 = 1차 변형)로 이름이 변경되었다. 독일군은 처음에는 쿰머스도르프에서 시험하기를 원했지만, 설계에 너무 큰 관심을 보이지 않았고, 대신 독일군은 T-22라는 이름의 개선된 버전을 생산하기로 결정했다.
체코슬로바키아가 획득한 영국 카든-로이드 탱케트는 체코슬로바키아에서 설계한 전차인 Tančík vz. 33으로 이어졌는데, 이는 강철 "앵글 철" 빔 프레임으로 조립되어 장갑판이 리벳으로 고정되었다. 전면 장갑은 12mm 두께였고, 측면은 8mm 두께였으며, 상단은 6mm 두께였고, 하단 판은 6mm 두께였다. 이는 전면에서 125m 이상, 측면에서 185m 이상에서 발사된 7.92mm 철갑탄을 막기에 충분하다고 판단되었다. 둘 다 50m 이상에서 발사된 일반 총알을 견딜 수 있었다.

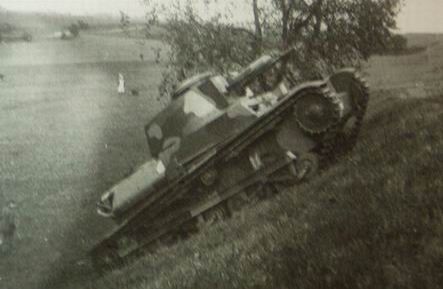
1935년 체코 LT vz. 34

1.95L 수랭식 30마력 직렬 4기통 프라가 엔진은 전투실에 직접 장착되었다. 도로에서의 최고 속도는 35km/h였다. 서스펜션은 카든-로이드 탱케트에 사용된 것을 개조한 버전이었다. 탄식크 vz. 33(문자 그대로 "탱케트 모델 33")은 체코슬로바키아가 설계한 준전차로, 주로 슬로바키아가 제2차 세계 대전 중 사용했다. 74대가 제작되었다. 독일은 1939년 3월 보헤미아-모라비아를 점령했을 때 40대를 압류했다. 이들의 사용 기록은 없다. 슬로바키아군은 체코슬로바키아로부터 독립을 선언했을 때 동시에 30대를 노획했다. 슬로바키아군에서는 슬로바키아 민족 봉기 중에만 전투에 참여했다.
AH-IV는 또 다른 체코슬로바키아 설계의 준전차로, ČKD는 초기 탄식크 vz. 33 준전차의 문제점을 반복하지 않기로 결심하고, 새로운 AH-IV 준전차에 대해 사수에게 더 나은 관측과 전방향 사계를 위해 포탑을 제공했다. 이는 강철 "앵글 철" 빔 프레임으로 조립되었으며, 12mm에서 6mm 두께의 장갑판이 리벳으로 고정되었다. 3.468L 수랭식 6기통 프라가 엔진은 2500rpm에서 55마력을 생산했다.

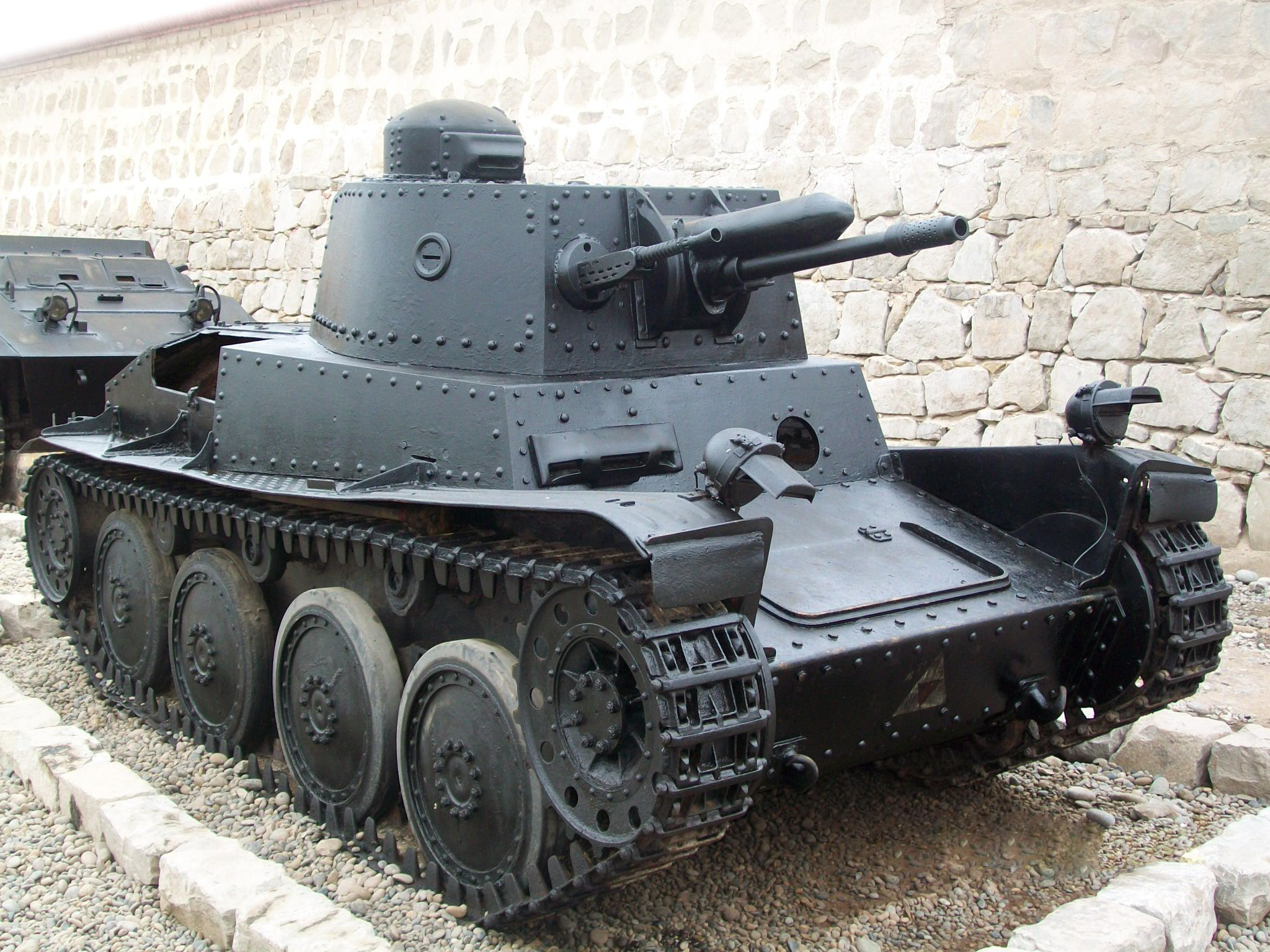
페루로 수출되어 LTP로 명명된 체코 LT vz. 38

엔진은 전투실 후방에 위치했으며, 운전수와 전차장 사이를 전방으로 지나가는 구동축을 통해 변속기에 동력을 전달했다. 도로에서의 최고 속도는 45km/h였고, 주행 거리는 150km에서 170km 사이였다. 반자동 프라가-윌슨 변속기는 전방 장착 구동 스프로킷을 구동하기 위해 전진 5단, 후진 1단을 가지고 있었다. 서스펜션은 38(t) 전차에 사용된 것의 소형 버전이었다.
공식적으로 Lehký Tank vzor 34("경전차 모델 34")로 지정된 LT vz. 34는 체코슬로바키아가 설계한 경전차로, 1930년에 체코가 세 대를 구매하고 제조 라이선스를 획득했던 카든-로이드 탱케트를 기반으로 했다. 탄식크 vz. 33 준전차 시제품에 불만족한 체코슬로바키아 육군은 완전 회전 장갑 포탑을 장착하기 위해 준전차 차체를 개조하는 것보다 처음부터 경전차를 설계하는 것이 더 쉽다고 판단했다. 50대가 제작되었으며, 마지막 차량은 1936년에 인도되었다.

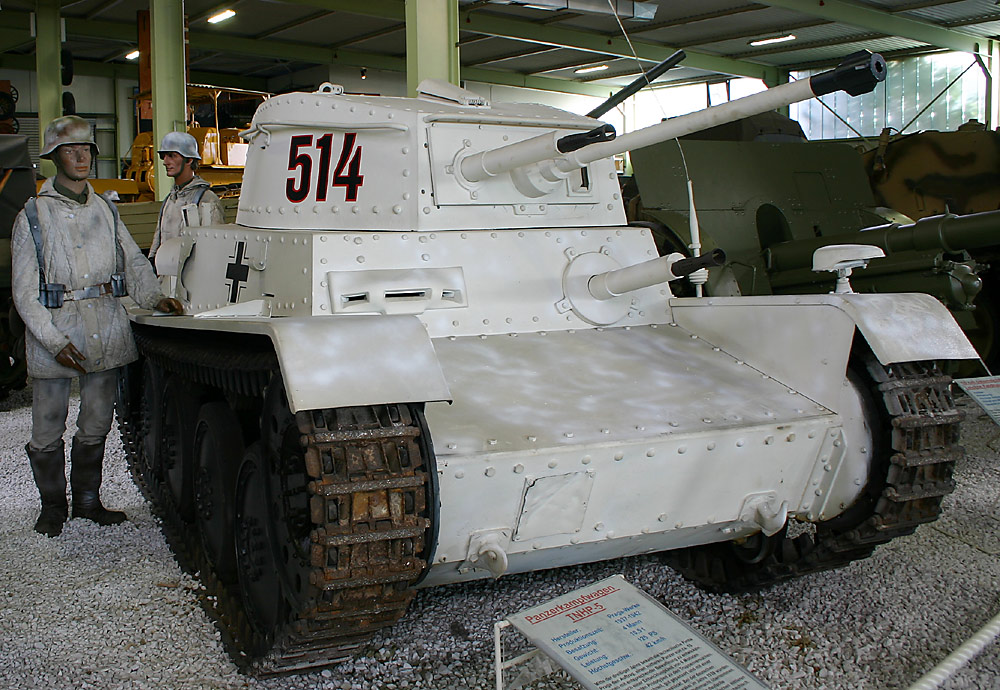
스위스로 수출된 LTH로 명명된 LT vz. 38

체코슬로바키아군에서 개발된 다음 주요 전차는 공식적으로 레흐키(경전차) 탄크 브조르(모델) 35로 지정되었지만, 일반적으로 LT vz. 35 또는 LT-35로 불렸다. 독일군에서는 35(t) 전차로 불렸으며, 일반적으로 판처 35(t)로 축약되거나 Pz.Kpfw. 35(t)로 약칭되었고, 이 체코슬로바키아가 설계한 경전차는 나치 독일이 제2차 세계 대전 중에 주로 사용하게 되었다. 문자 (t)는 체코어 "tschechisch"(독일어)를 의미했다.
434대가 제작되었는데, 이 중 독일군이 1939년 3월 보헤미아-모라비아를 점령했을 때 244대를 압류했고, 슬로바키아군은 체코슬로바키아로부터 독립을 선언했을 때 동시에 52대를 획득했다. 다른 차량들은 불가리아와 루마니아로 수출되었다. 독일군에서는 제2차 세계 대전 초기에 전투에 참전했으며, 특히 폴란드 침공, 프랑스 공방전 및 소련 침공에 참전한 후 1942년까지 퇴역했다.
1935년, 체코슬로바키아 전차 제조업체인 ČKD는 스코다 웍스와 공동으로 생산하던 LT-35 전차의 대체품을 찾고 있었다. LT-35는 복잡하고 단점이 있었으며, ČKD는 확장되는 체코슬로바키아 육군과 수출 시장 모두에서 주문이 있을 것이라고 생각했다. ČKD는 새로운 전차에 네 개의 큰 바퀴가 달린 서스펜션을 사용하기로 결정했다. 이는 겉으로는 크리스티 서스펜션과 유사했지만, 실제로는 재래식 판 스프링 장치였다.
그 결과로 만들어진 차량은 신뢰성이 있었고, 체코슬로바키아군에서는 LT vz. 38로, 독일군에서는 38(t) 전차로 지정되었다. 1938년 7월 1일, 체코슬로바키아는 TNHPS 모델 150대를 주문했는데, 이는 LT vz. 38로 알려지게 되었고, 독일 점령 시점까지는 아무것도 실전 배치되지 않았지만, 제작된 것들은 독일에 의해 인수되어 사용되었다. 독일이 인수한 후, 독일은 이 모델이 특히 1호 전차와 2호 전차에 비해 우수한 전차로 간주되었기 때문에 계속 생산을 명령했다.
독일군에는 LTM 38이라는 이름으로 처음 도입되었고, 이는 1940년 1월 16일에 38(t) 전차로 변경되었다. 독일을 위한 전차 생산은 1942년까지 계속되었고, 총 1,400대 이상에 달했다. 독일군에서 38(t)은 3호 전차의 대체품으로 사용되었다.

## 독일

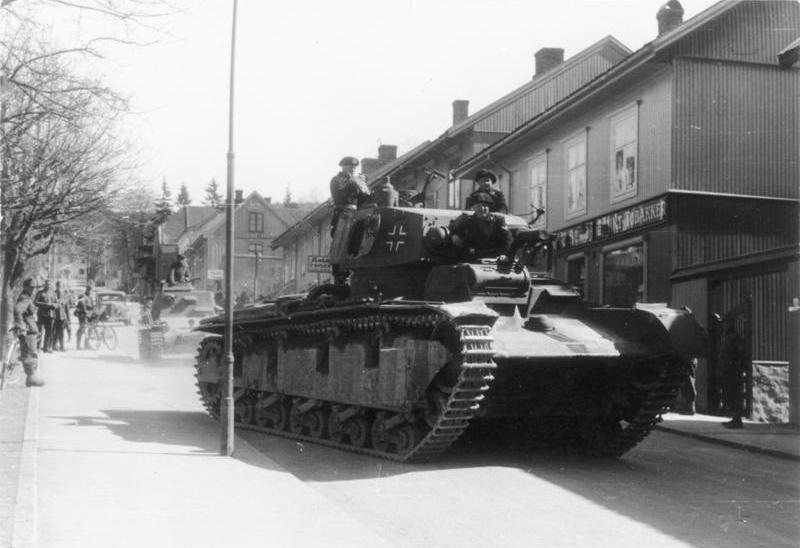
1940년 노르웨이에서 찍힌 노이바우파르초이크("신축 차량") 전차

베르사유 조약의 제약을 받은 독일은 어떤 종류의 전차도 생산할 수 없었고, 소수의 장갑차만 허용되었다. 1926년, 당시 독일 국가방위군 사령관이었던 한스 폰 젝트의 주도로 비공식적인 전차 건조 프로그램이 시작되었다. 라인메탈-보르시그(Rheinmetall-Borsig)가 제작한 첫 번째 그로스트락터("대형 트랙터")는 기존 영국 Mk II 중형전차와 유사하게 20톤에 75mm 포를 장착했다. 이 전차와 다른 설계들은 러시아 우랄 산맥의 카마 전차 학교에서 소련과의 협력 하에 시험되었다. 독일 본토에서는 당시 소령이었던 하인츠 구데리안, 참모 전술 교관의 선동으로 훈련에 모조 전차가 사용되었다. 구데리안은 풀러, 리델-하트 및 다른 전차전 이론가들의 글을 읽었으며, 그의 지휘관들로부터 자신의 이론을 현실화시키기 위한 지원을 받았다.

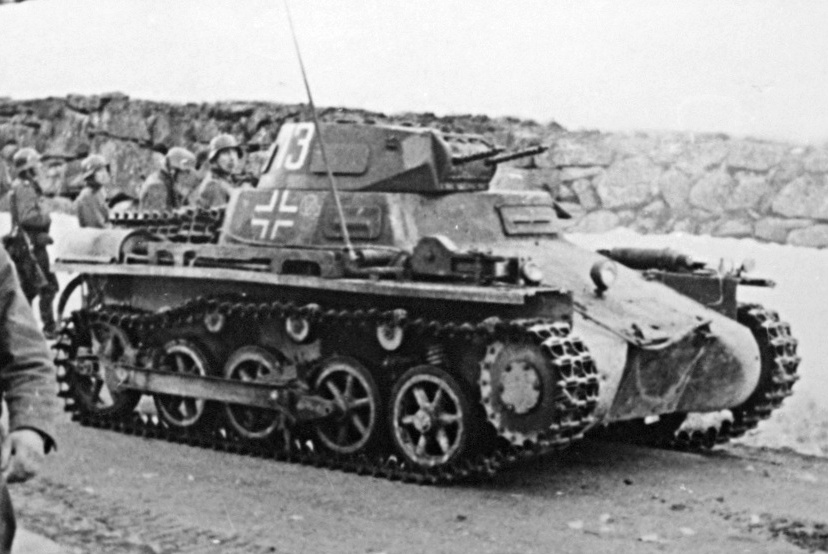
독일 노르웨이 침공 중 전투 중인 1호 전차 Ausf. A.

1931년, 독일 참모본부는 75mm 포를 장착한 중형 전차와 37mm 포를 장착한 경량 차량의 두 가지 유형의 전차 계획을 승인했다. 설계 및 건설 작업이 진행되는 동안, 독일군은 영국 카든-로이드 탱케트 차체를 기반으로 한 다양한 경전차를 사용했다. 초기 전차들은 란트비르트샤프트리허 슐레퍼(La S, "농업용 견인차")라는 코드명을 사용했으며, 이 명칭은 1938년까지 지속되었다. 이 경전차 중 첫 번째는 1934년 초에 가동되었다. 이는 LKA1이라고 불리는 5톤 크루프 설계였다. 새로운 정부는 1934년에 1A La S 크루프로 초기 150대 주문을 승인했다. 약 1,500대의 이 경전차가 제작되었다.
이후 독일 전차는 새로운 명칭인 Panzerkampfwagen(독일어로는 'PzKpfw' 또는 'PzKw', 영어로는 'Panzer'로 축약)을 사용했는데, 이는 "장갑 전투 차량"을 의미한다. 이를 처음 사용한 기계는 카든 로이드 탱케트의 영향을 받은 2인승 1호 전차 Ausf A였으며, 3.5리터 60마력(45kW) 가솔린 엔진을 장착한 5.4톤 기계였다. 13mm의 장갑을 가졌고, 7.92mm 기관총 두 정으로 무장했다. 더 흔한 Ausf B는 100마력(75kW) 마이바흐 엔진을 수용하기 위해 약간 더 컸다. 두 모델 모두 다른 새로운 독일 무기와 함께 시험을 위해 스페인 내전에 파견되었다. 스페인에서의 경험을 통해 다음 세대 전차는 더 나은 장갑, 더 넓은 범위, 그리고 훨씬 더 무거운 무기가 필요하다는 것이 빠르게 명확해졌다.

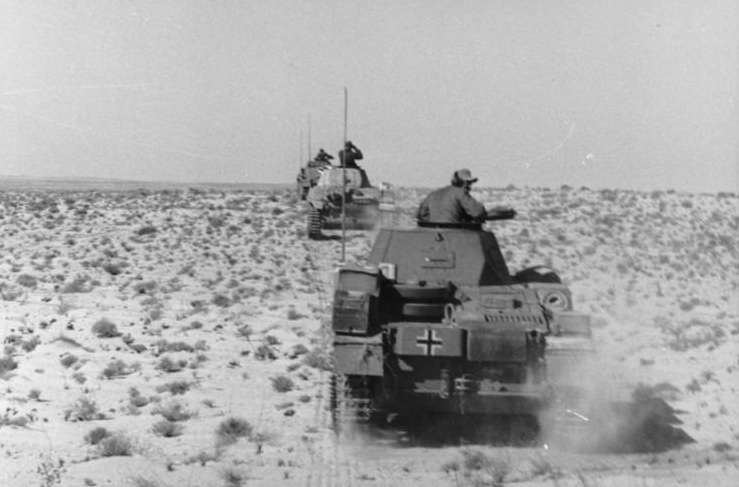
사막을 가로지르는 2호 전차

2호 전차는 1호 전차보다 약 50% 더 무거웠다. 주 무장으로 20mm 솔로투른 대전차포를 장착했으며, 장갑도 30mm까지 강화되었다. 1937년부터 스페인에도 파견된 2호 전차는 경보병을 상대로는 더 유능하다는 것이 입증되었지만, 유능한 대전차포나 다른 전차를 상대할 때는 나아지지 않았다. 이러한 약점에도 불구하고 생산은 1941년까지 계속되었다. 전쟁 발발 당시 독일군은 955대의 2호 전차를 보유하고 있었고, 총 4,000대 가까이 생산되었다.

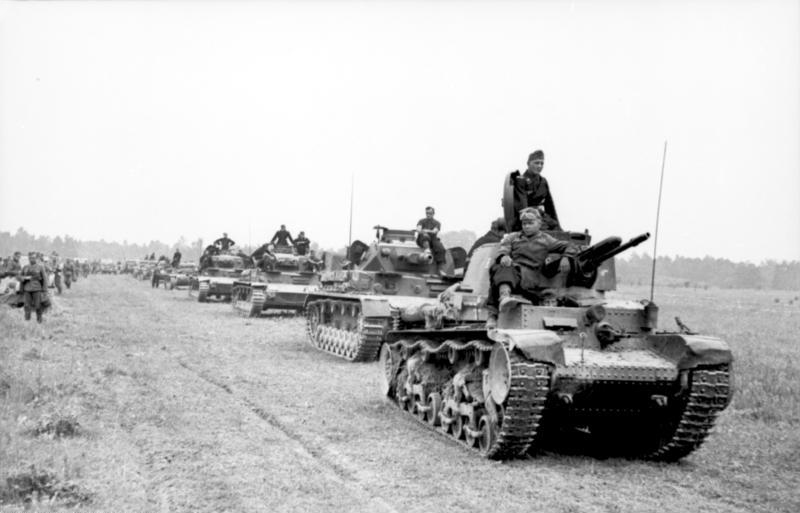
1940년 프랑스에 있는 35(t) 전차

독일 장갑 전력에 큰 도움이 된 것은 1938년 체코슬로바키아 합병으로, 독일은 체코의 전체 무기 산업에 접근할 수 있게 되었다. 체코는 나중에 독일군이 사용한 두 가지 경전차 설계, 즉 스코다 웍스의 LT-35와 ČKD의 TNHP를 가지고 있었다. 스코다 전차는 10톤에 37mm 주포를 장착했으며 뛰어난 야지 주행 능력을 가졌다. ČKD 전차는 8.5톤에 역시 37mm 포를 장착했는데, 광범위한 시험 결과 매우 신뢰할 수 있는 기계로 최고 품질의 차체를 가지고 있었다. 둘 다 독일 기갑 부대에 35(t) 전차와 38(t) 전차로 편입되었으며, 추가 생산이 명령되었다. ČKD는 1940년에 보헤미쉬-마리셰 마쉬넨파브리크 AG(BMM)로 이름이 변경되었고 1942년까지 생산을 계속하여 독일 국방군에 1,168대의 38(t) 전차를 공급했다. 1940년에 체코 전차는 전체 독일 기갑 부대의 약 4분의 1을 차지했다.

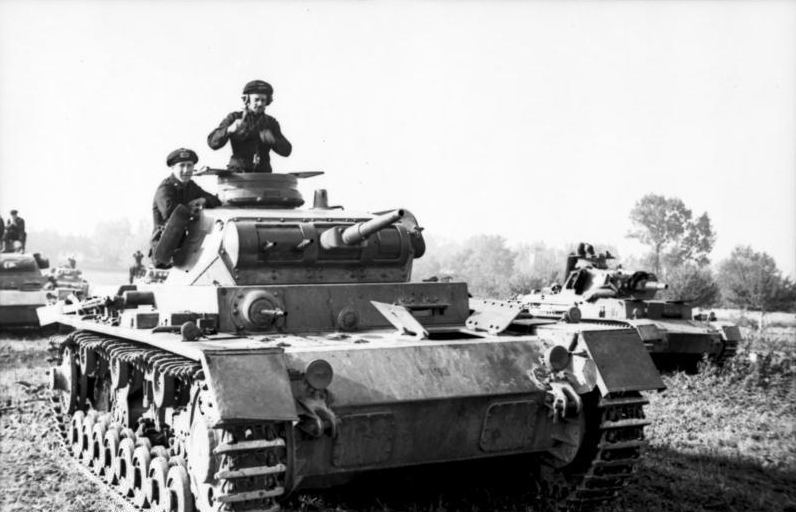
1939년 폴란드의 독일 3호 전차 Ausf. D

경전차가 독일군 전체의 거의 전부를 구성했지만, 중전차는 적어도 시제품 단계에 있었다. 1934년, 75mm 또는 105mm 주포를 중심으로 한 여러 중전차 시제품이 제작되었다. 노이바우파르초이크(NbFz)로 지정되었으며 동시대 소련 및 영국 설계와 매우 유사하게 라인메탈과 크루프가 6대를 제작했다. 소수의 전차만 제작되었기 때문에 주로 선전 목적으로 유용했지만, 3대가 실제로 노르웨이 전투에 사용되었다. NbFz에 대한 지식과 스페인에서의 경전차 경험은 다음 세대 전차인 3호 전차와 4호 전차를 설계하는 데 도움이 되었다. PzIII는 두 전차 중 더 가벼웠고 대전차 작전용으로 의도되었던 반면, 더 무거운 PzIV는 단포신 포로 무장하고 보병 지원용으로 의도되었다.

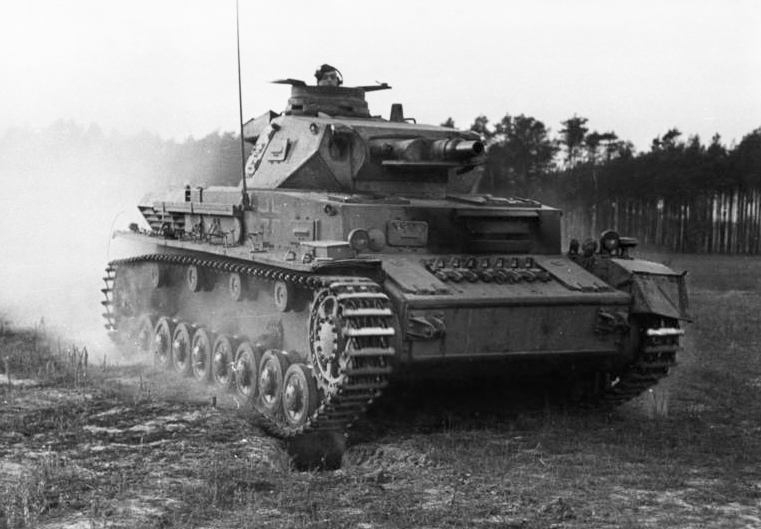
4호 전차 Ausf. C

3호 전차의 37mm 포는 화력이 부족하다고 여겨졌지만, 보병과의 표준화를 위해 사용되었다. 츠크휘러바겐(Zugführerwagen, ZW, "소대장 차량") 계약은 1936년 후반에 체결되었다. 기존 교량을 건널 수 있어야 했기 때문에 중량이 최대 24톤으로 제한되었다. 개발 작업은 1938년 Ausf D가 제한적으로 생산될 때까지 계속되었다. 이 19톤 차량은 12리터 320마력(239kW) 엔진으로 구동되었다. 최고 속도는 40km/h(25mph)였고, 30mm 장갑이 전방위로 장착되었다.
전쟁 발발 당시 약 50대가 완성되었고 일부는 폴란드에서 사용되었다. 본격적인 생산은 1939년 10월 Ausf E로 시작되었다. 프랑스 공방전 당시 약 350대의 3호 전차 Ausf E 변형이 준비되었다.

## 일본

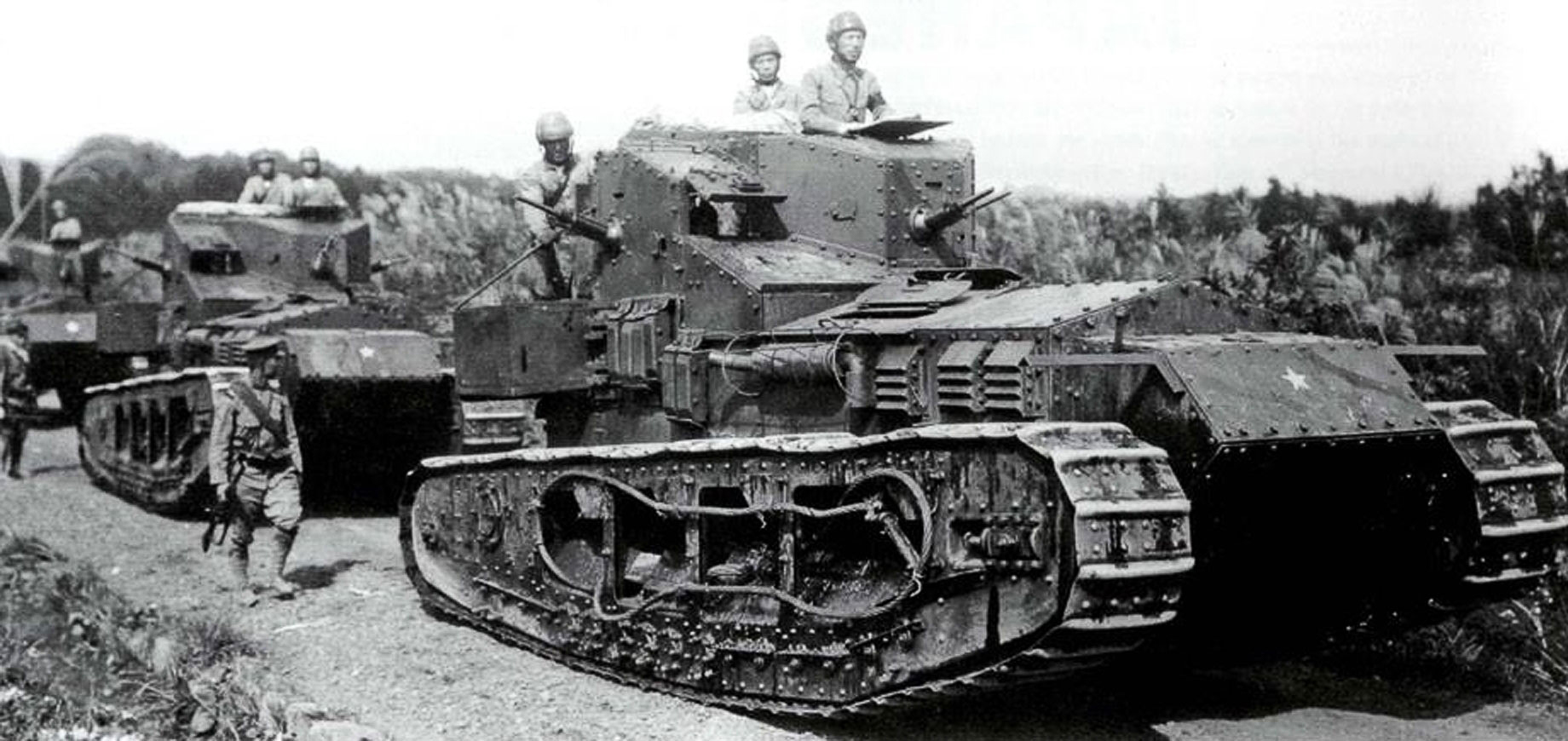
일본의 휘펫 전차.

미국 육군과 마찬가지로 일본 제국 육군 (IJA)은 제1차 세계 대전 당시 자체 전차를 보유하지 않았으므로, 처음에는 평가를 위해 외국 전차를 구매한 다음 자체 설계를 개발하기 시작했다. 전쟁 후, 소수의 휘펫 전차 (6대)가 일본으로 수출되었으며, 이들은 약 1930년까지 사용되었다.

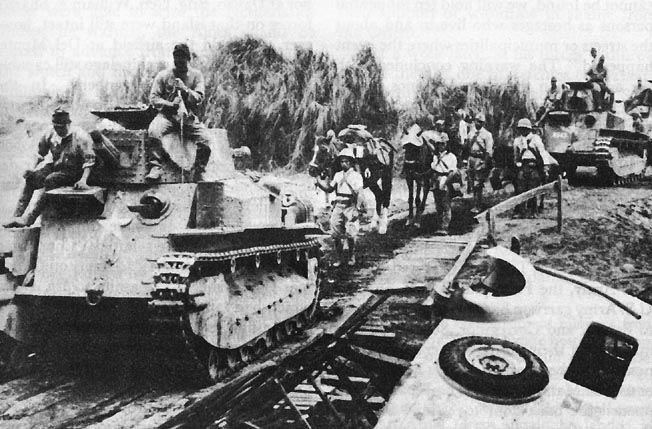
1942년 1월 마닐라를 향해 이동하는 일본 89식 중전차 이고 전차들.

1925년, 준전차 외에 일본군은 자체 요구 사항을 충족하는 전차 설계를 시작했다. 그 해 이전에는 대부분의 국가와 마찬가지로 일본군이 보유한 모든 전차는 외국 설계 및 제조였다. 첫 일본 설계는 1926년 5월에 완성되었고 87식 치이 중형전차 시제품은 1927년 2월에 완성되었다. 시험 후, 치이 전차는 주 전차로 사용하기에는 너무 무겁고 느리다고 판단되었다. 일본군이 1927년 3월에 구매했던 빅커스 중형 C 시제품을 모델로 한 새로운 설계를 만들기로 결정되었다. 1929년까지 89식 치로 (실험 전차 2호)의 시제품이 완성되었다.
89식 치로 전차는 치이 전차보다 가볍고 (9.8톤) 짧았다. 강화된 장갑 (6mm에서 17mm)과 개선된 수랭식 엔진을 포함했다. 초기 시험에서 성공한 후, 89식 전차는 일본 최초의 양산 전차가 되었다. 89식 전차는 4인 승무원이었고, 57mm 90식 포와 6.5mm 91식 기관총 두 정으로 무장했다. 이 전차의 두 번째 버전인 89식 오츠는 디젤 엔진을 사용했다. 일본군은 전차 설계에 디젤 엔진을 사용한 최초의 국가 중 하나였다.

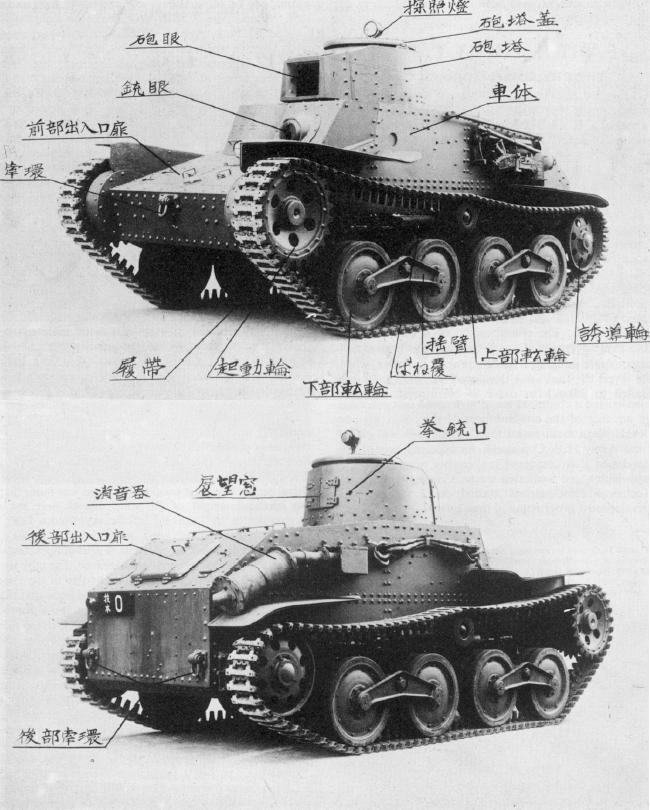
일본 95식 경전차 첫 시제품, 1934년

1930년대에 일본은 준전차와 경전차 생산을 시작했으며, 이들은 만주와 중국에서 대규모로 사용되었다. 94식 경장갑차는 3.4톤이었고 일반적으로 탄약 트레일러를 견인하는 트랙터 또는 순찰/정찰 전차로 사용되었다. 2인 승무원과 단일 6.5mm 91식 기관총으로, 823대의 94식 경장갑차가 생산되어 1945년까지 광범위하게 사용되었다.
94식의 두 배 이상 크기인 (7.4톤) 95식 경전차는 3명의 승무원, 37mm 포, 동일한 6.5mm 91식 기관총, 그리고 가장 중요한 것은 나중에 소련군의 미래 전차 설계에 큰 영향을 미치게 될 디젤 엔진을 가지고 있었다. 2천대 이상의 95식 전차가 제작되었으며, 생산은 1943년까지 계속되었다.
1936년까지 일본 육군은 89식 전차의 대체품을 찾기 시작했다. 새로운 중형전차, 97식 중전차 치하는 1937년에 도입되었다. 15톤의 97식 치하는 저속 97식 57mm 전차포로 무장했으며 장갑 두께는 최대 25mm였다. 이후 97식 신호등 치하로 알려진 개량형은 1943년까지 생산되었다.

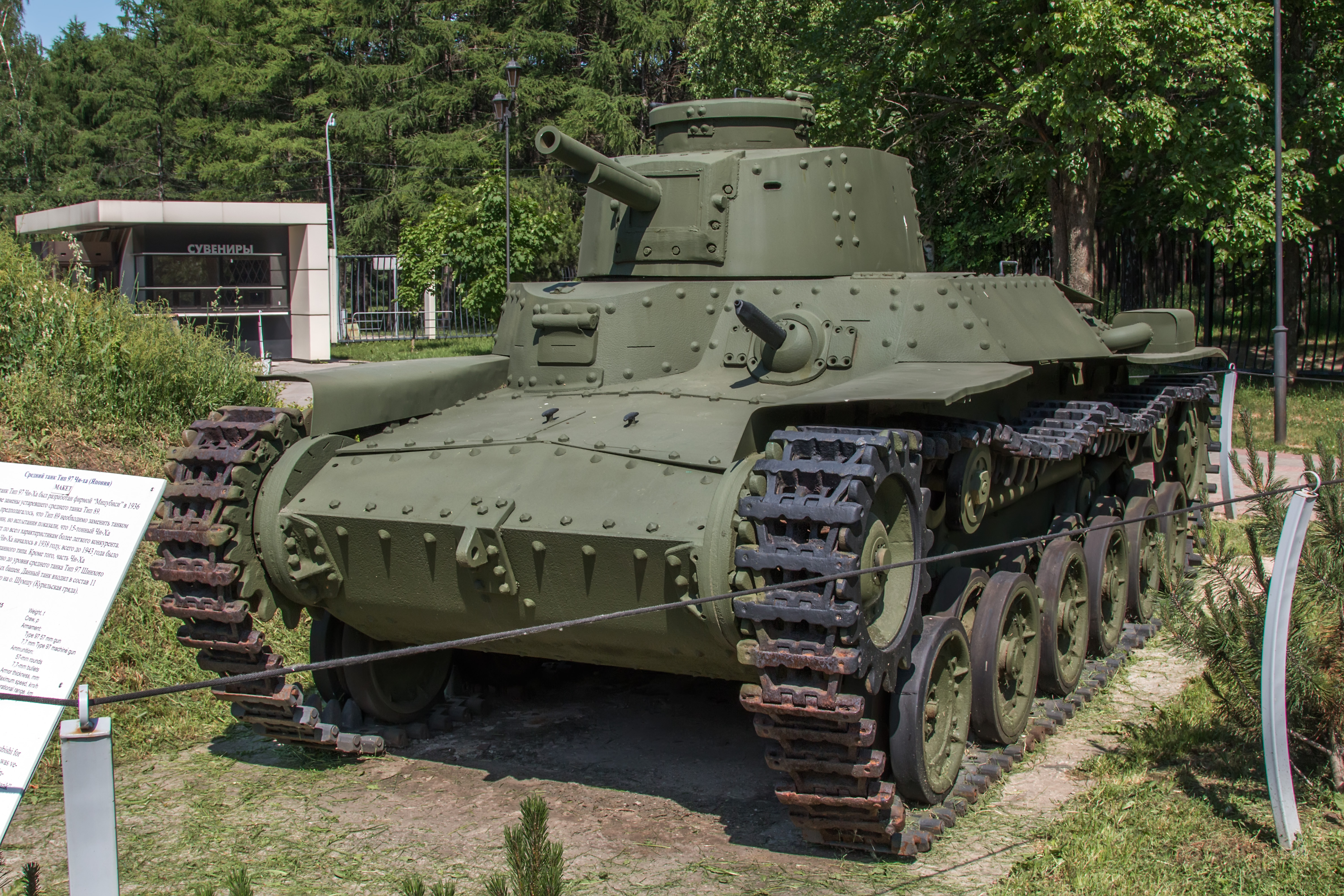
97식 중전차 치하

1930년대는 일본군이 제2차 세계 대전 이전에 전차 생산 및 설계에 집중한 마지막 시기였다. 그 이후에는 주로 해상 통제 확립에 몰두했으며, 함선과 항공기 생산에 집중했다. 또한 태평양 지역으로의 남방 확장 강조로 인해 육상 전투는 대부분 해전으로 대체되었으며, 따라서 작은 섬들을 제외하고는 일본 제국 해군의 영역이 되었다.  일본 제국 해군이 붕괴되자, 일본군이 제2차 세계 대전 마지막 해에 본토 방어를 준비하면서 전차에 대한 관심이 다시 돌아왔다.

## 미국
제1차 세계 대전 이후, 여전히 영국과 프랑스 설계를 사용하던 미국 전차병과는 규모가 축소되었다. 르노 전차와 새로운 Mk VIII "리버티 전차"는 유지되었다: 1920년 국방법은 전차를 보병용으로만 제한했다. 그 결과, 전차병과는 해체되었고, 남은 전차들은 보병들 사이에 분배되었다.
1928년, 드와이트 F. 데이비스 육군 장관의 요청으로 육군은 실험 기계화 여단을 창설했다. 이 부대는 중전차 대대, 경전차 대대, 기동 보병 대대, 기동 포병 대대, 공병 중대, 그리고 통신 중대로 구성되었다. 노후 장비의 사용으로 인해 실험은 실패했고, 이 부대는 3개월 만에 해체되었다.
1934~35년에 기병의 요청으로 T2, T2E1, T2E2 세 가지 시제품 전차가 생산되었다. 1920년 국방법에 따라 전차는 보병 부대로 제한되었다. 국방법을 회피하기 위해 이 전차들은 "전투 차량"으로 불렸다. M1 시리즈는 1937년에 운용되기 시작했다. 영국의 빅커스 6 톤에 영감을 받은 T2는 M1 경전차로 표준화되었다. 3정의 기관총으로 무장한 단일 포탑 전차인 T2E1은 경전차 M2A1으로 표준화되었다. 2정의 기관총을 장착한 2포탑 전차인 T2E2는 M2A2로 표준화되었다.
전간기 내내 미국은 수백 대의 전차만을 생산했다. 제1차 세계 대전이 끝난 시점부터 1935년까지 단 15대의 전차가 생산되었다. 대부분은 외국 설계의 파생형이거나 매우 품질이 낮은 개인 설계였다. 크리스티 설계는 몇 안 되는 밝은 점 중 하나였지만, 미 육군은 크리스티 전차를 단 세 대만 획득했으며 더 이상 이 아이디어를 추구하지 않았다. 예산 제약과 육군에 대한 낮은 우선순위로 인해 전차 제작을 위한 자원이 거의 없었다. 대신 미 육군은 서스펜션, 궤도, 변속기와 같은 전차 부품을 개발하고 시험했다. 이러한 노력은 전쟁 발발 시 생산을 시작해야 했을 때 결실을 맺었다.
제2차 세계 대전 직전과 도중에 미국 전차와 많은 다른 연합국 전차들은 항공기형 레이디얼 엔진으로 구동되었다. 그러나 항공기 대량 생산으로 인해 이 엔진들이 부족해졌다. 이 때문에 많은 전차, 특히 M4 셔먼과 M3 리,는 최대 다섯 가지 다른 동력 장치 배열로 구동되었다. 라이트(Wright)와 콘티넨탈(Continental) 레이디얼 엔진 외에도 포드 GAA, GM 트럭 디젤, 그리고 크라이슬러 A57 멀티뱅크 (5개의 6기통 자동차 엔진이 단일 장치로 작동하도록 배열된 것)로 구동되었다. 전쟁 후에는 가솔린 연소 레이디얼 엔진을 디젤 트럭형 엔진이 대체했다.

## 다른 국가들

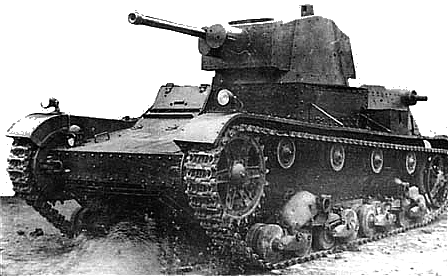
폴란드의 7TP 전차. 이 전차는 영국의 빅커스 6 톤을 기반으로 했다.

전차를 원했던 다른 많은 국가들은 자체적으로 전차를 설계하거나 만들 수 없었다. 1920년대와 1930년대에는 소규모 또는 덜 산업화된 국가들이 해외에서 전차를 구매하면서 광범위한 수출 사업이 활성화되었다. 때로는 외국 전차 수입이 수입국에서 전차 산업의 탄생으로 이어지기도 했다.
폴란드는 영국 빅커스 6톤 전차를 수입하여 개량형 생산을 시작했다. 이 개량 프로그램의 정점은 디젤 엔진과 37mm 포를 특징으로 하는 7TP였다. 폴란드는 또한 영국의 빅커스-카든-로이드 기관총 운반차와 프랑스의 UE와 개념이 유사한 TKS 시리즈 준전차를 생산했다. 이 차량들은 2인 승무원, 얇은 장갑, 그리고 단일 볼 마운트 경기관총을 가지고 있었다.

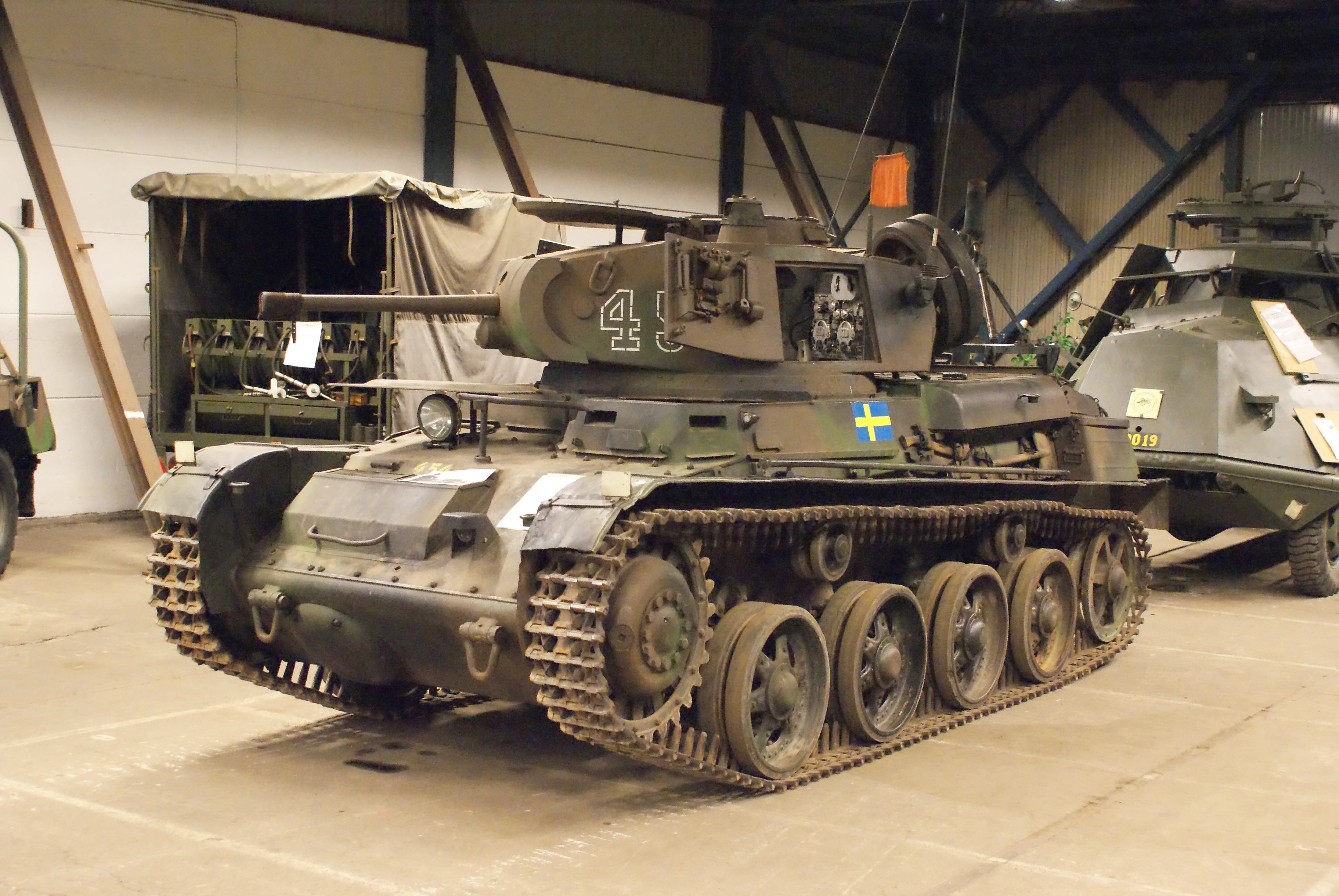
스웨덴의 Strv m40K – 크게 개조된 란스베르크 L-60

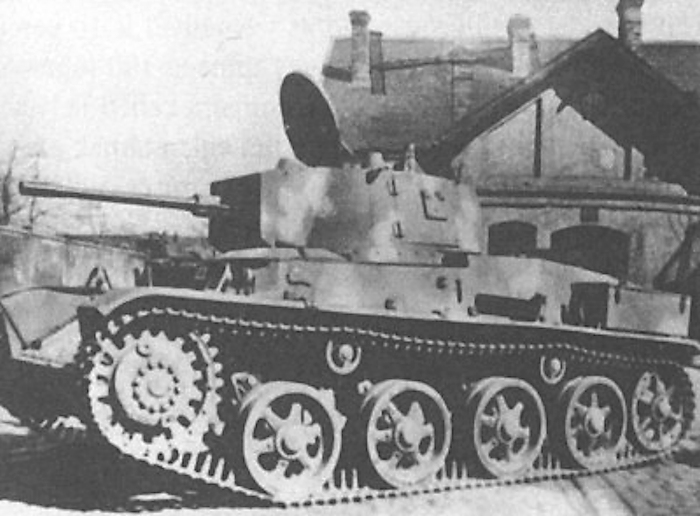
헝가리의 톨디 경전차. 이 전차는 본래 스웨덴의 L-60을 기반으로 했다.

스웨덴의 란스베르크 사는 20mm 무장 L-60을 포함한 여러 선진 경전차를 설계했으며, 이 전차는 용접 구조와 일부 경사장갑을 특징으로 했다. L-60은 헝가리에 의해 개량 및 발전되어 톨디 경전차를 만들었으며, 헝가리군은 제2차 세계 대전 중 이를 광범위하게 사용했다. 20mm 포를 장착한 L-60은 대략 독일의 2호 전차나 소련의 T-60과 비교될 만했다. L-60은 또한 란스베르크 L-62 자주식 40mm 대공포가 제작된 차체이기도 했다. 헝가리는 L-62를 구매하여 개량했고, 이를 40M 님로드로 발전시켰다. L-62는 자주대공포로 설계되었지만, 헝가리의 40M 님로드는 동부 전선에서 헝가리군과 함께 구축전차와 자주대공포로 모두 사용되었다. 1942년 이후 6대의 L-62가 핀란드에서 사용되었다.

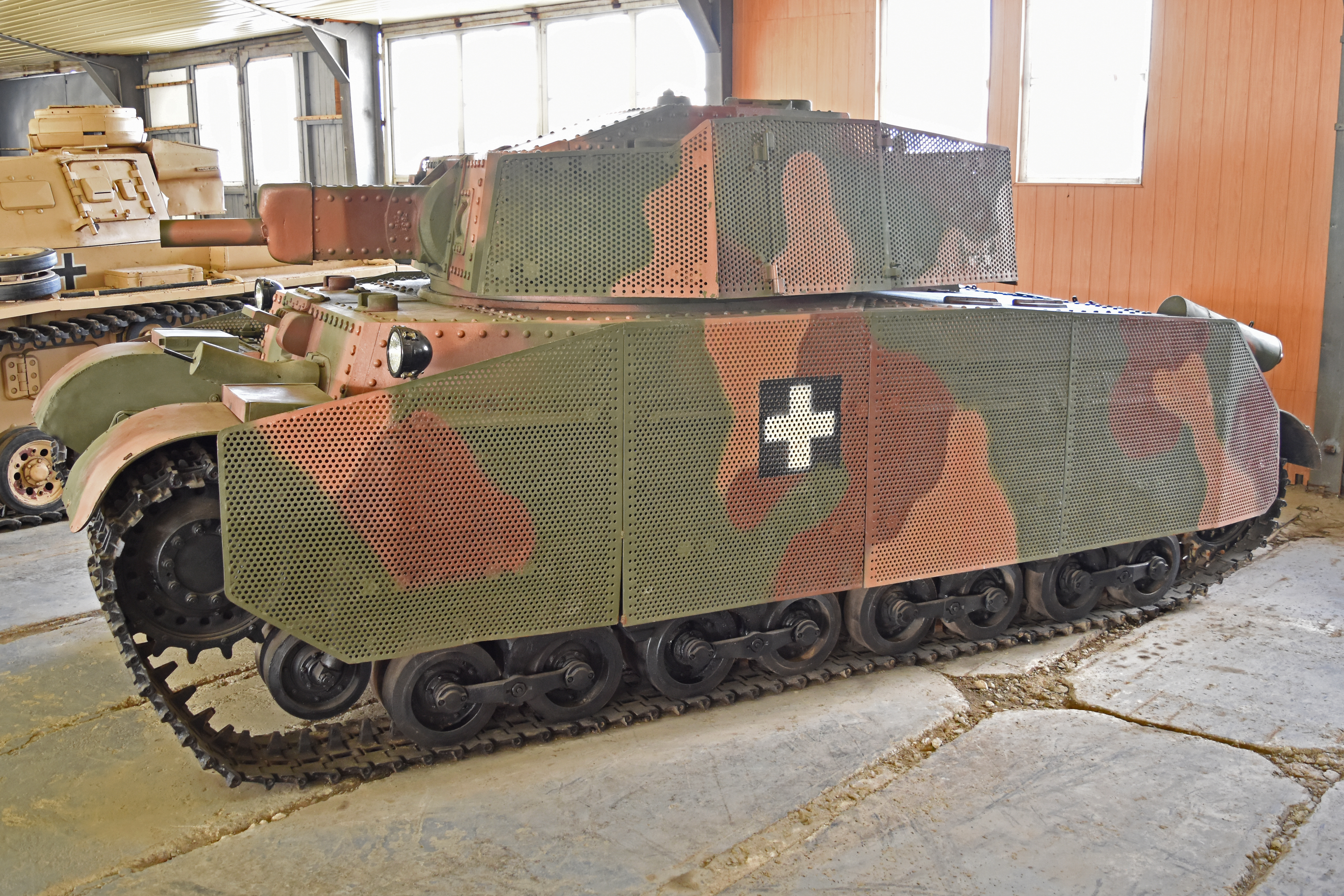
쿠빙카 전차 박물관에 있는 헝가리 41M 투란 II 중형전차

헝가리는 제2차 세계 대전 전후로 규모에 비해 인상적인 전차 산업을 발전시켰다. 이들은 전간기에 강력한 무장을 갖춘 스트라우스러 V-4 전차를 제작했고, 톨디 경전차의 여러 변형뿐만 아니라 투란 중형전차 계열도 생산했으며, 전쟁 후반에는 자체적인 중전차인 44M 타스를 제작한 최초의 소규모 국가가 되었다. 44M 타스는 강력한 80mm 포와 두꺼운 경사장갑을 갖춰, 44M 타스가 영향을 받은 독일 판터 전차보다도 뛰어난 방어력을 제공했다. 투란 시리즈 중 40M 투란 I은 체코 스코다 T-21 (Š-II-c) 중형전차의 불완전한 시제품을 기반으로 했지만, 투란 I은 강화된 장갑, 재설계된 포탑과 차체, 그리고 새로운 40mm 포를 갖추고 있었다. 후대의 41M 투란 II는 짧은 75mm 포, 개선된 장갑, 그리고 재설계된 포탑을 가지고 있었다. 투란 시리즈의 정점은 긴 75mm 포, 더욱 두꺼운 장갑, 그리고 다시 재설계된 포탑을 갖춘 43M 투란 III였다. 제2차 세계 대전 중, 이 헝가리 전차들은 전설적인 티거와 판터를 포함한 수십 대의 수입 독일 차량으로 보강되었다.
튀르키예는 소련 T-26과 소수의 T-28 전차를 수입했지만, 어떤 전차도 양산하지 않았다.
에스토니아, 라트비아, 리투아니아는 피아트 3000, 빅커스-카든-로이드 탱케트, 르노 FT-17, 빅커스 카든-로이드 M1936과 같은 소수의 경차량을 수입했다.

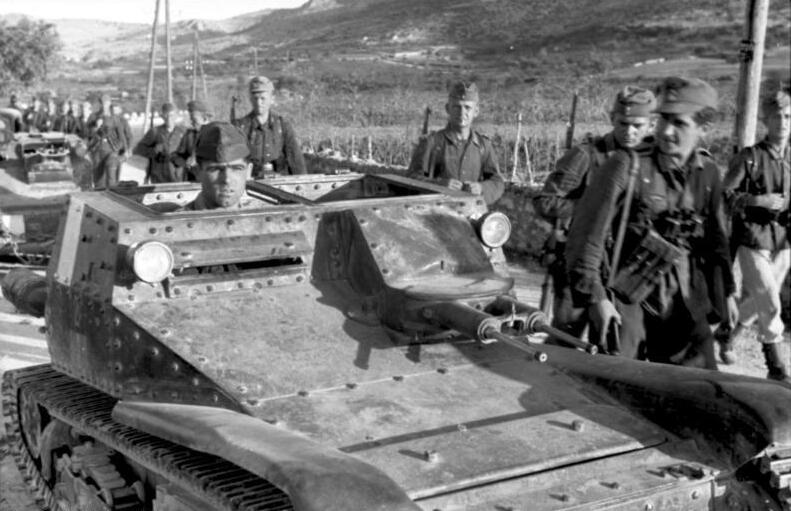
발칸 반도에 있는 이탈리아 CV-35-L3/35 근접 촬영.

루마니아는 프랑스에서 R-35 경전차 일부와 독일/체코 35(t) 전차 일부를 수입했다.
라틴 아메리카에서는 볼리비아와 파라과이 간의 차코 전쟁이 전차가 사용된 첫 전쟁이었는데, 볼리비아는 소수의 영국제 전차와 준전차를 사용한 반면, 파라과이는 전차가 전혀 없었다.

## 같이 보기
- 전차의 역사
- 제1차 세계 대전의 전차
- 제1차 세계 대전 전차 비교
- 영국의 경전차
- 제2차 세계 대전의 전차
- 냉전기의 전차
- 탈냉전기의 전차
- 컬티베이터 No. 6

## 내용주
1. ↑  “Britain's Struggle To Build Effective Tanks During The Second World War”. 《Imperial War Museums》 (영어). 2022년 7월 25일에 확인함.
2. 1 2 3  Kliment & Francev 1997, 44–45쪽.
3. ↑  Kliment & Francev 1997, 46쪽.
4. ↑  Ellis & Chamberlain 1972, 9쪽.
5. ↑  Crow, p. 2.
6. ↑  Tomczyk 2002, 6, 7쪽.
7. ↑  Tomczyk 2002, 7쪽.
8. ↑  Tomczyk 2002, 7, 10, 17쪽.
9. ↑  Zaloga 2007, 5쪽.
10. ↑  Tomczyk 2002, 19, 25쪽.
11. ↑  Zaloga 2007, 5, 6쪽.
12. ↑  Tomczyk 2002, 46쪽.
13. ↑  Tomczyk 2002, 46, 54, 55쪽.
14. ↑  Zaloga 2007, 10쪽.
15. ↑  Tomczyk 2002, 67, 74쪽.
16. ↑  Zaloga 2007, 15쪽.
17. ↑  Zaloga 2007, 10, 17쪽.
18. ↑  Zaloga 2007, 10, 11, 14쪽.
19. ↑  Zaloga 2007, 15, 17쪽.
20. ↑  Zaloga 2007, 21, 22쪽.
21. ↑  “Indoor Exhibits - Mark VIII Tank”. 《www.ftmeade.army.mil》. 2008년 9월 29일에 원본 문서에서 보존된 문서. 2022년 1월 12일에 확인함.